# Storia di Avezzano

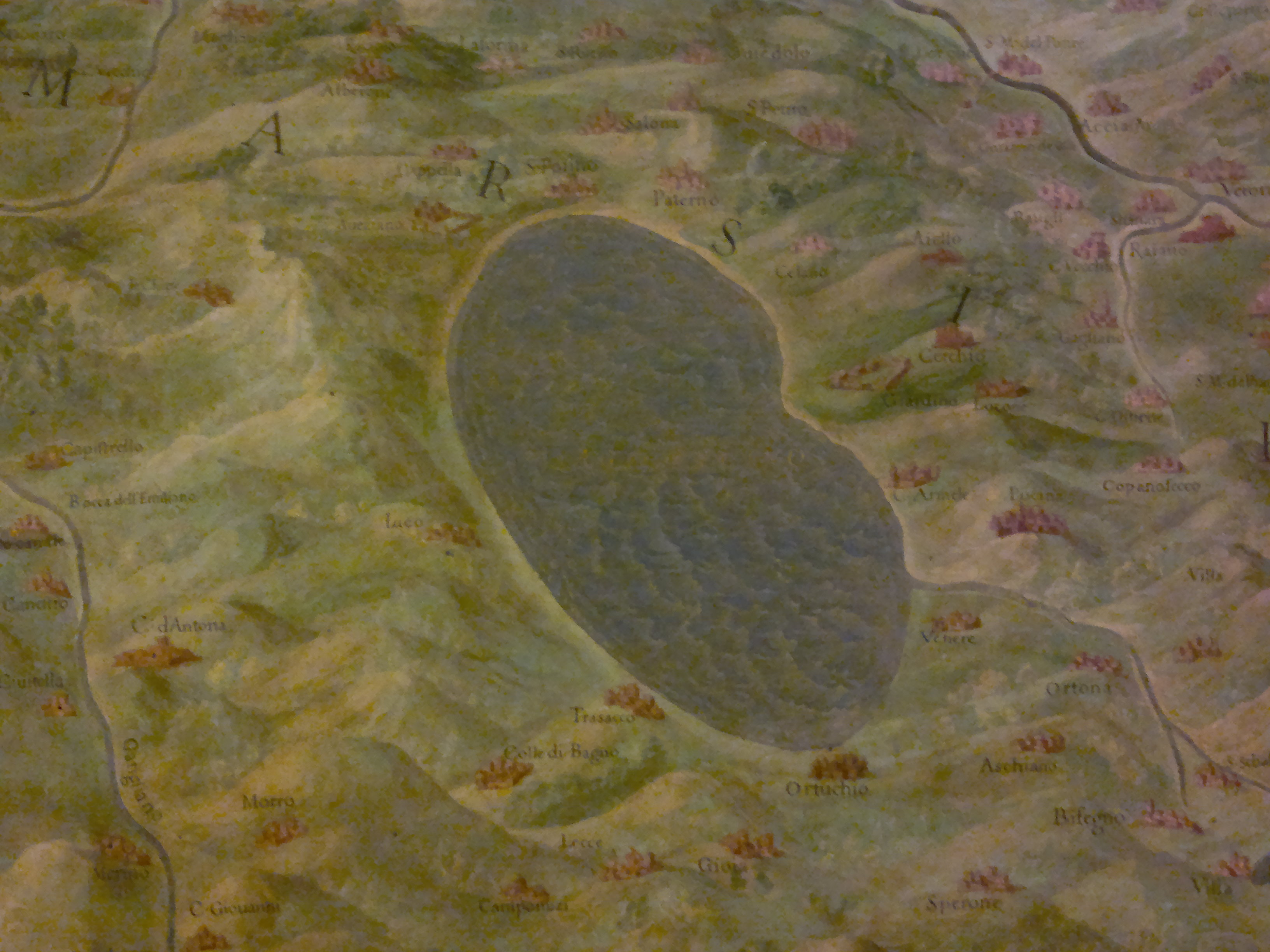
Il lago Fucino e la regione dei Marsi come figurano nella Galleria delle carte geografiche (1580-1585) dei Musei Vaticani

La storia di Avezzano spazia dal Paleolitico inferiore fino ai nostri giorni.
La prova della presenza dei cacciatori nomadi a cominciare dal Paleolitico inferiore e dello stanziamento a carattere continuativo delle popolazioni durante il Paleolitico superiore, circa 18-14.000 anni fa, si hanno con una serie di testimonianze. La più vicina è quella delle grotte di Ciccio Felice, Afra e La Difesa, alle pendici orientali del monte Salviano. Si tratta di insediamenti preistorici individuati nei pressi della strada Circonfucense, in corrispondenza di strada 6 del Fucino, in cui sono emerse le tracce risalenti ai periodi del paleolitico, eneolitico e dell'età del ferro. Resti più consistenti giungono dalle numerose grotte presenti attorno all'alveo dell'ex lago Fucino.
Insediamenti di epoca romana sono tornati alla luce nelle località di Cretaro-Brecciara, valle Solegara, Colle Sabulo nei pressi di Santa Maria in Vico, nel sito della collegiata di San Bartolomeo e nella villa romana lungo il tracciato dell'antica via Tiburtina Valeria, alle porte della città.
In questi luoghi, durante il periodo italico, a cominciare dall'età del ferro, tra le rive nord-occidentali del Fucino correva la linea di confine tra i popoli italici di origine indoeuropea dei Marsi e degli Equi che detennero il controllo territoriale. Rispetto alla contemporanea Avezzano, i Marsi, da cui deriva il nome della Marsica, erano stanziati perlopiù sul territorio montano del Salviano e sulle cime che sovrastano la contemporanea frazione di Paterno.

## Origine del nome

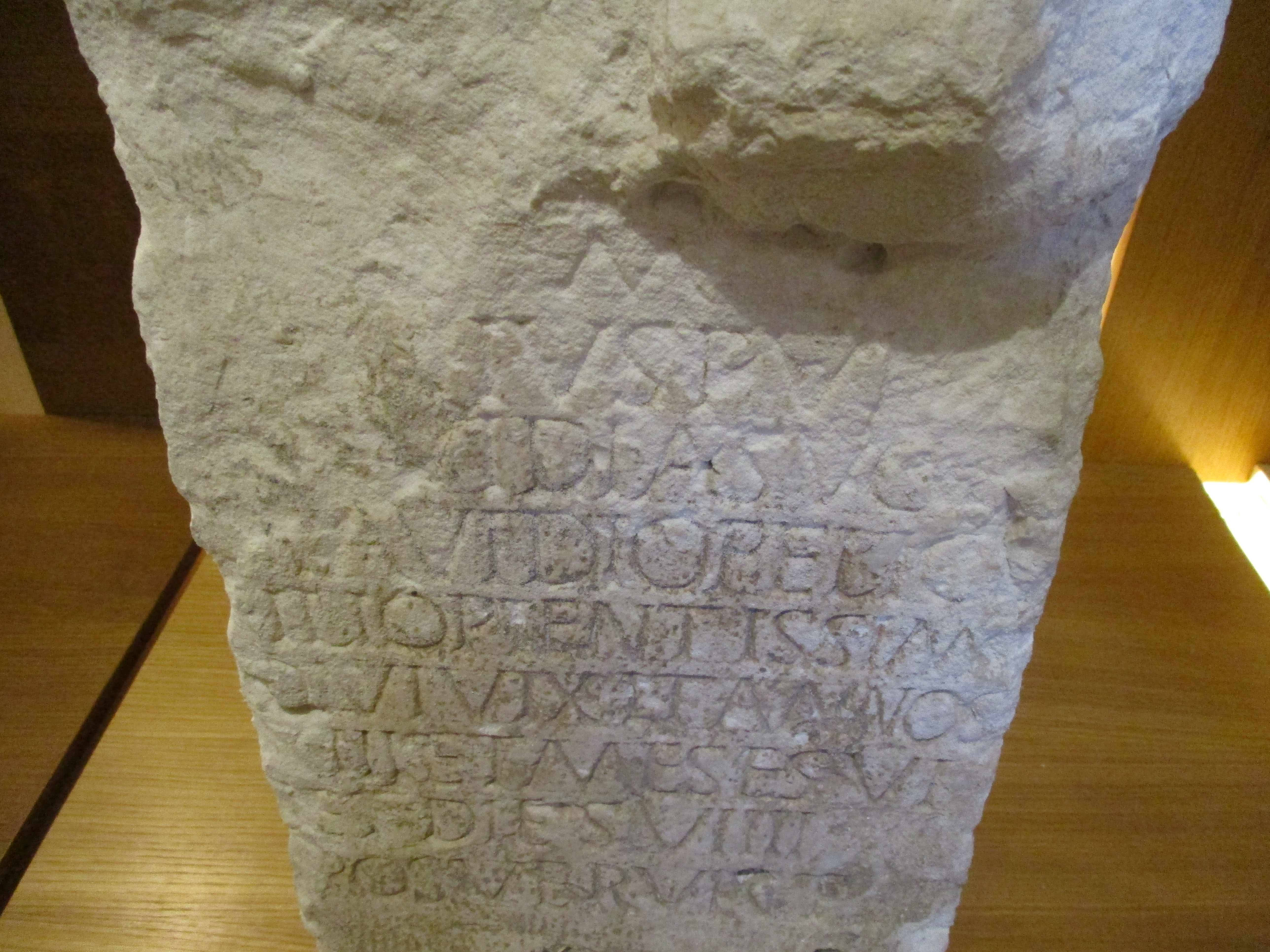
Iscrizione dell'ara funeraria della contrada Avidia

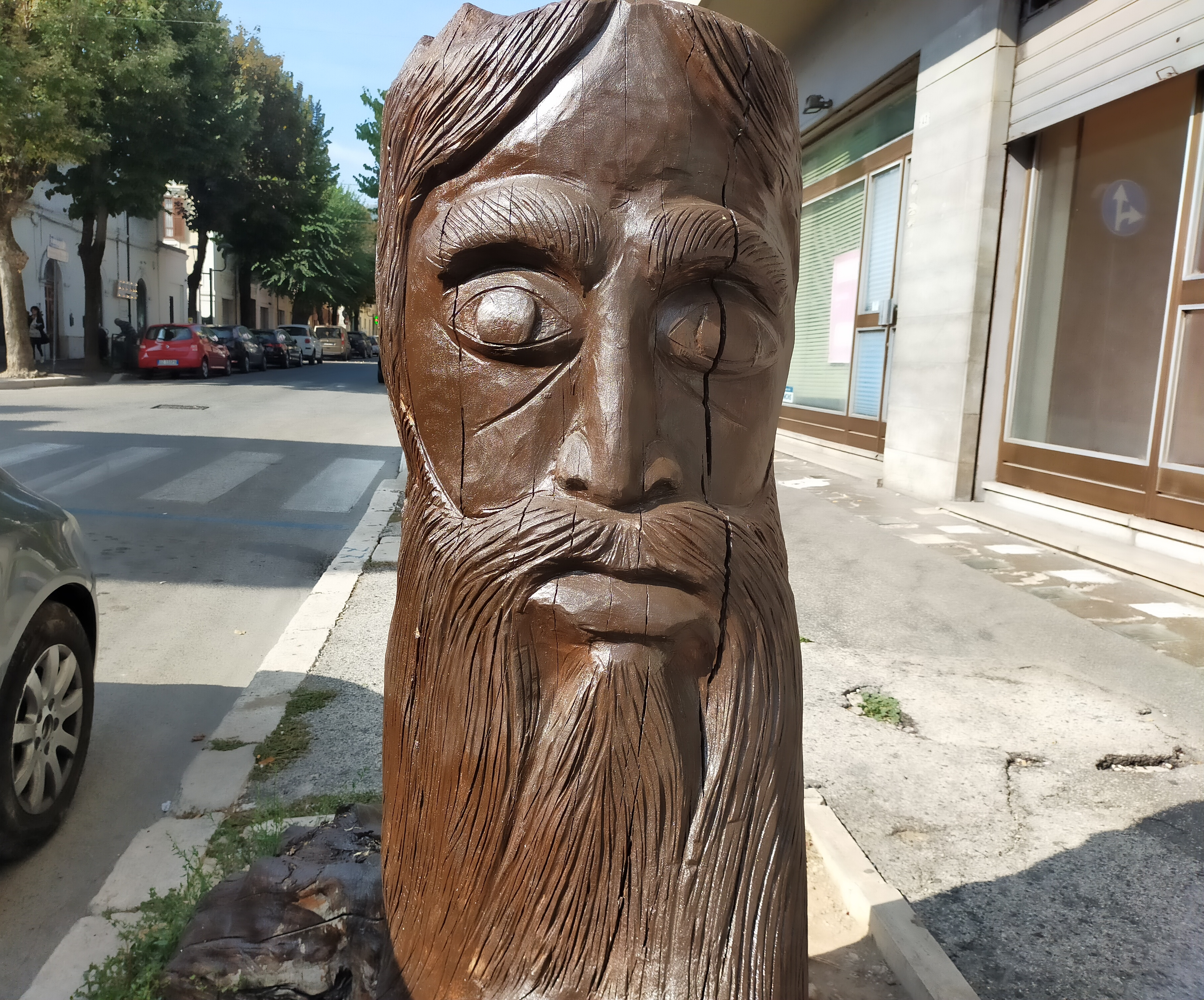
Scultura lignea raffigurante Giano

1. Secondo alcuni storici l'ipotesi etimologica più corretta è connessa al toponimo prediale "Avidianum" (o "fundus Avidianus"), dal nome gentilizio "Avidius", da cui deriverebbe direttamente "Avezzano", con una sola "v" e la "z" sonora. Il toponimo è stato attestato nella vicina colonia romana di Alba Fucens che risultò essere strettamente legata ad un ampio territorio rurale e alla villa romana di Avezzano[7]. L'epigrafe classificata come "CIL IX 4024"[8] recante il nome di due liberti della gens Avidia fu rinvenuta nel territorio della contemporanea Avezzano: ciò sarebbe il segno tangibile di una sensibile continuità tra la colonia romana albense e il suo ager publicus[5].
2. L'etimologia, secondo altri studiosi, farebbe derivare il nome della città di Avezzano dal prediale "Ad Vetianum" o "Ad Vettianum", stando alla supposizione che il luogo fosse stato abitato o frequentato dai "Vetii", cioè la gens Vettia, anch'essa attestata in alcune iscrizioni albensi[9], che l'avrebbe scelto come residenza di vacanze in epoca romana. Il toponimo "vetiano" o "vettiano", si sarebbe trasformato linguisticamente in "Veziano" o "Vezziano", infine in "A Vezzanum" ("a Vezzano")[10]. Identiche ipotesi etimologiche si possono riscontrare per l'omonima località di Sessa Aurunca e per Vezzano Ligure[11].
3. L'ipotesi più suggestiva, giudicata scientificamente infondata dagli storici moderni e dagli archeologi, vuole che derivi da "Ave Jane", un'invocazione posta sul frontale del tempio consacrato, in località Pantano, a Giano, il dio bifronte degli inizi, materiali e immateriali. È una delle divinità più antiche e più importanti della religione romana, latina e italica. Solitamente raffigurato con due volti, poiché il dio può guardare il futuro e il passato e determinare un'apertura o una chiusura rappresentando la guerra o la pace. Il suo culto è probabilmente antichissimo e risale ad un'epoca arcaica, in cui i culti dei popoli italici erano in gran parte ancora legati ai cicli naturali della raccolta e della semina. Stando alla leggenda attorno al tempio del dio Giano ebbe origine la borgata formata dai primi agricoltori stanziati nell'area che all'epoca circondava il lago Fucino[12][13][14]. Lo storico Muzio Febonio, in Historiae Marsorum, riportò che il saluto degli abitanti della zona era rivolto a un condottiero di nome Noemo che fu però assimilato a Giano[9]. L'ipotesi nella sua interezza è stata giudicata inverosimile a causa della mancanza di evidenze archeologiche e storiche. Mentre il tempio che era probabilmente situato nella piazza del Pantano dove successivamente venne edificata la chiesa di San Bartolomeo, potrebbe essere stato dedicato a Giove, per l'esattezza a Giove Statòre, in cui l'attributo "Statòre" indicava una supplica rivolta al dio latino per fare in modo che gli eserciti romani, impegnati in guerra, potessero resistere alle avversità. Lo attesterebbero alcune iscrizioni latine tornate alla luce nel territorio comunale[15].
4. Altra tesi improbabile è quella legata al ricordo dell'antica città romana di Aveia e della gens Aveia[16].
5. Ipotesi definita mirabolante sarebbe quella legata ad Avellanus, dal vicino monte Velino. Il famoso storico Ariodante Fabretti già sul finire del Seicento la definì "Plus de fabulis quam de istoria"[17].
6. Il toponimo dialettale "Auzzàne" risulta diffuso dalla valle del Salto alla valle del Liri dove indica luoghi umidi situati nei pressi dei boschi di ontani. La tesi, nel caso di Avezzano, porterebbe ad un'etimologia formata su "alnetianus", con metafonia della radice "Aln" in "au". Pertanto il nome della città si sarebbe modificato da "Auzzane" in "Avezzane" (pronuncia /aved͡zˈd͡zanə/ in dialetto marsicano)[18].
7. Alcuni studiosi, come Muzio Febonio, hanno legato Avezzano alla città antica marsa di Anxantium, la cui origine sarebbe però di epoca molto più antica[16][19][20].
8. Altra ipotesi avanzata da Febonio legherebbe l'origine del nome al pago di Vicenne, da cui l'espressione "Ad Vicena" modificatasi in "Avicianum"[12].

Il toponimo "Avezano", attestato chiaramente per la prima volta nella seconda metà del IX secolo, appare citato tra i possedimenti confermati dall'imperatore Ludovico II al monastero di Sant'Angelo in Barregio come successivamente riportò Leone Marsicano nell'opera Chronica monasterii Casinensis. Di seguito una parte del testo:
"Hic idem christianissimus imperator circa hoc tempus monasterium Sancti Angeli, quod Barregium appellatur, iuxta tenorem praeceptorum antecessorum suorum Karoli atque Lotharii suo quoque precepto roboravit confirmans ibi omnia, que tam in circuitu suo quam et in pago Marsorum atque Balva, Teate, quoque et Penne atque Aprutio nec non et Asculo multipliciter possedisse antiquitus videbatur. Videlicet in Marsia cellam sancte Mariae in Fundo magno cum omnibus sibi subiectis ecclesiis vel rebus; sanctum Euticium in Arestina; sanctum Paulum super ipsam civitatem Marsicanam; sanctam Mariam in Oretino; sanctum Gregorium in Paterno; sanctam Mariam in Montorone; ecclesiam sancti Salvatoris in Avezano; sancti Antimi ad Formas; sancti Angelis in Alba; sancti Cosme in Ellereto; sancti Angelis in Carseolis cum duabus cellis suis. [...]".
Il nome ricompare chiaramente in un diploma di Berengario II d'Ivrea del 953, in cui si riconferma il possesso al monastero di Sant'Angelo di Barreggio delle due chiese di San Salvatore e Santa Maria in Vico. Quest'ultima è citata nella bolla di Papa Clemente III, insieme alle chiese del nucleo di Pietraquaria, di San Bartolomeo e di Sant'Andrea.
Altre tracce hanno evidenziato che Avezzano esisteva come vicus agli inizi del Medioevo.

## Età romana
(Appiano di Alessandria)

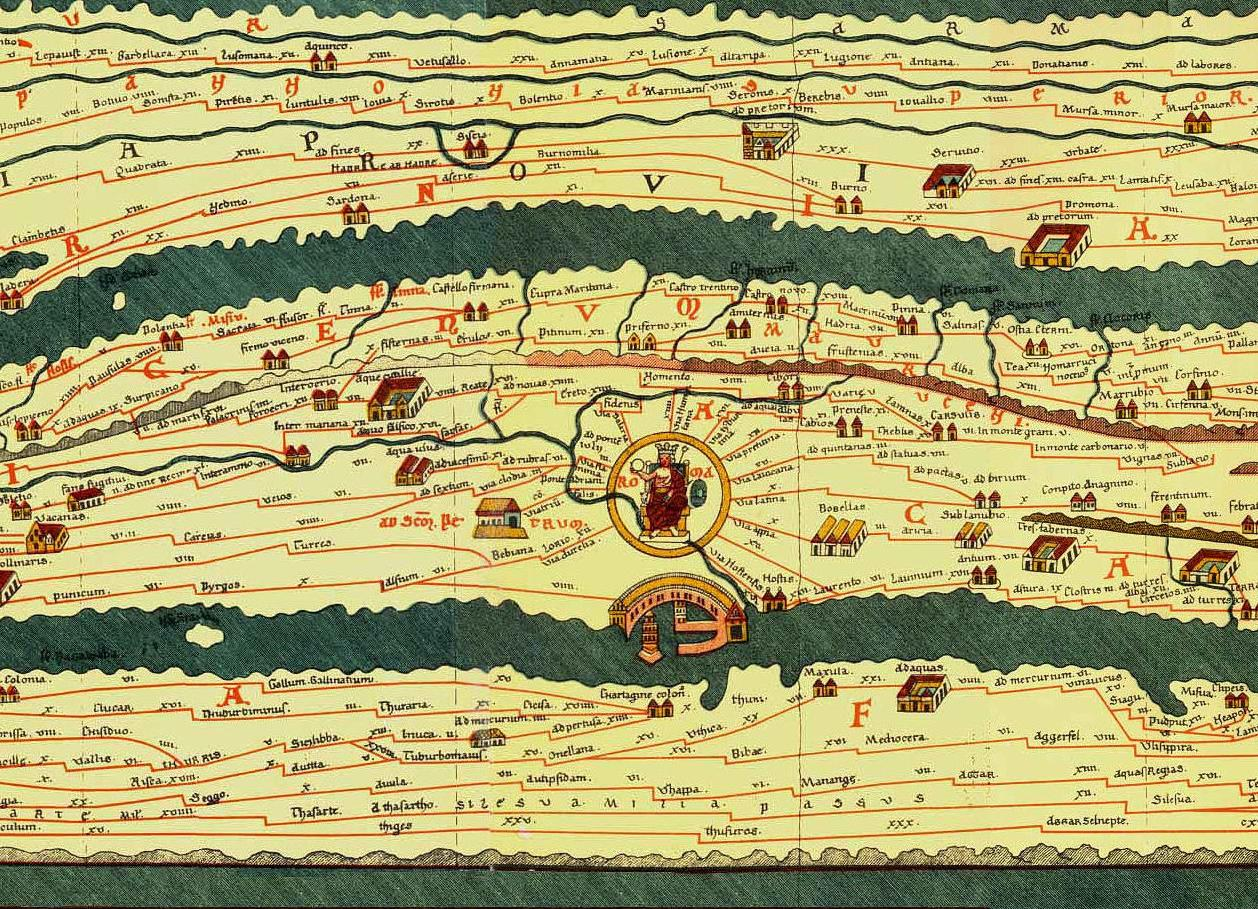
Tavola Peutingeriana: antica carta romana che mostra le vie militari dell'Impero

Il destino dei Marsi incrocia quello di Roma a cominciare dal 300 a.C., quando Tito Livio scrive di alcune schiere marse alleate con i Sanniti, impegnati a contrastare la spinta espansionistica di Roma. Di tutt'altro avviso, lo storico greco Diodoro Siculo che afferma che i Marsi furono, invece, alleati dei romani guidati dal console Q. Fabius Maximus Rullianus.
Solo dopo la sconfitta degli Equi i Marsi firmarono un patto di alleanza con Roma. 
In seguito furono edificate le colonie romane di Alba Fucens (tra il 304 e il 303 a.C.) e di Carseoli (304 a.C.).
Benché fedeli alleati di Roma il popolo fu escluso dai diritti di cittadinanza e dall'assegnazione dell'ager publicus tanto che la guerra sociale, detta anche "guerra Marsica", fu inevitabile.
Quinto Poppedio Silone, strenuo fautore dei diritti delle popolazioni italiche, fu amico del tribuno Marco Livio Druso, prima di assumere un ruolo decisivo, militare e politico, durante la ribellione italica. Il condottiero si batté tenacemente contro Roma alla guida degli alleati italici fino alla fine, ottenendo numerosi successi; cadde sul campo di battaglia nei pressi di Teanum Apulum nell'88 a.C. Ai Marsi, al termine della guerra, fu riconosciuta l'agognata cittadinanza che accelerò il processo di romanizzazione.
Nei decenni successivi essi prenderanno parte alle sanguinose Guerre civili al fianco di Roma. Quando l'imperatore Augusto divise l'Italia in undici regioni furono assegnati alla Samnium Regio.

### Il primo prosciugamento del Fucino

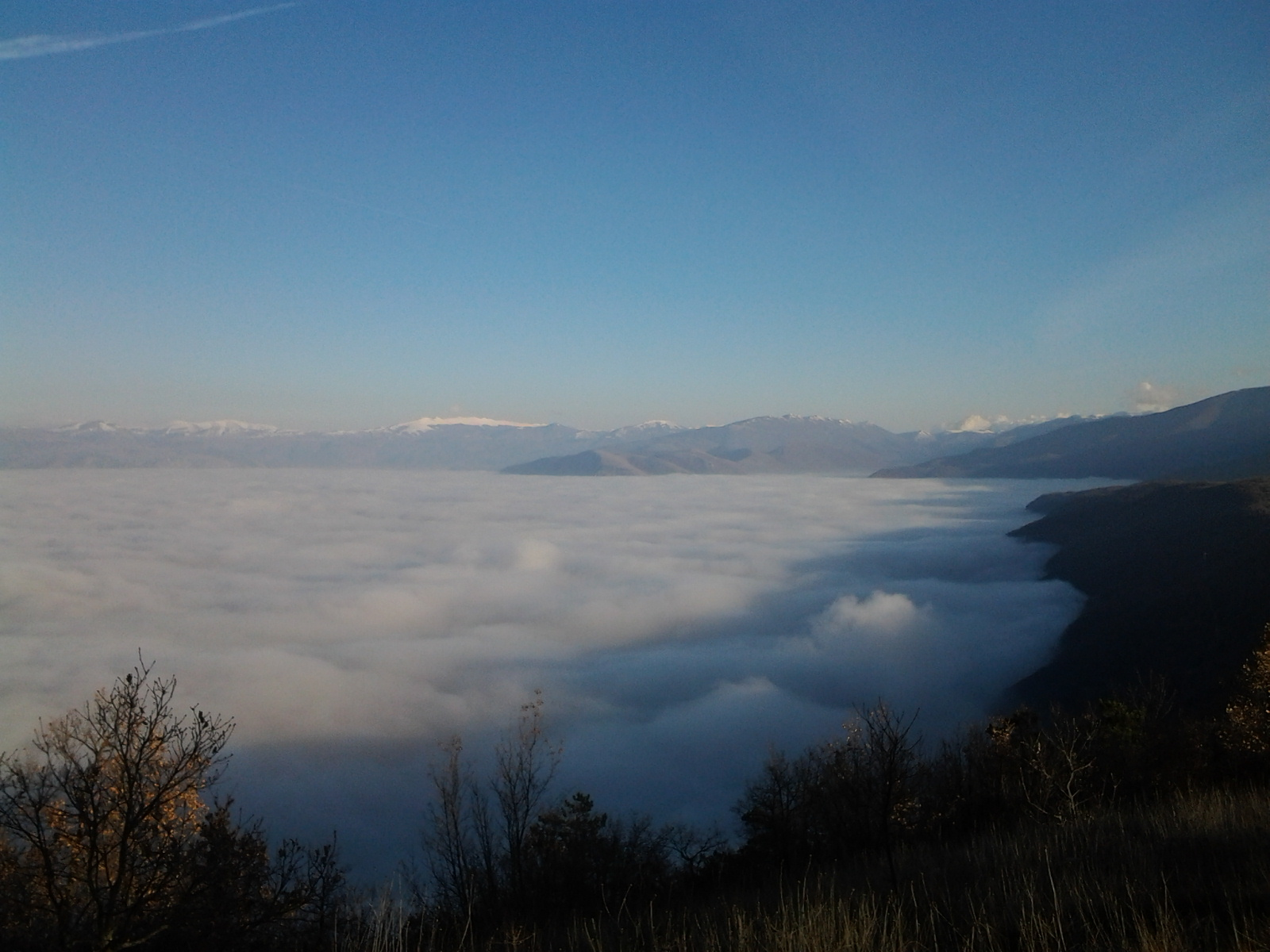
Illusione ottica del lago in un giorno di nebbia. Foto scattata dalla via dei Marsi (Riserva naturale guidata Monte Salviano)

Nel 42 d.C. iniziarono i lavori finalizzati al prosciugamento del lago Fucino, un'opera considerata tra le più grandiosi imprese idrauliche di tutti i tempi. Lungo le rive fucensi, circa 30.000 uomini tra schiavi ed operai furono impegnati nello scavo di un emissario che doveva far defluire le acque nel fiume Liri. Il primo progetto fu approntato da Giulio Cesare il cui principale obiettivo era quello di creare una vasta area dedita all'agricoltura non distante da Roma. Esso troverà la sua realizzazione, dopo il disinteresse di Augusto, con l'imperatore Claudio che ottenne il prosciugamento quasi totale del lago. L'opera talmente maestosa, e le tracce impresse nel territorio così imponenti ed ardite.. 
(Plinio il Vecchio)
Il 51 d.C. fu l'anno dell'inaugurazione dell'emissario, l'imperatore accompagnato da sua moglie Agrippina e dal figlio di lei Nerone, diede vita ad una naumachia sulle acque del lago. Prima dell'apertura dell'emissario all'Incile del Fucino, due imponenti flotte composte da prigionieri rodiani e siciliani, si affrontarono in un duello per la sopravvivenza.
L'opera situata a sud di Avezzano favorì le coltivazioni agricole grazie ai terreni emersi dell'alveo fucense, sorsero inoltre alcune ville che i romani fecero costruire come luogo di villeggiatura non distante da Alba Fucens, all'epoca centro di riferimento per l'impero.
Il fundus Avidianus, databile al I secolo a.C., fu incluso completamente nell'ager albensis.
In seguito probabilmente con Traiano, imperatore romano tra il 98 e il 117 d.C., e sicuramente con Adriano, regnante tra il 117 e il 138 d.C., furono effettuati dispendiosi e sostanziali lavori di adeguamento che migliorarono la portata del prosciugamento del lago. L'assenza di opere di manutenzione verificatasi dopo la caduta dell'impero romano causò, molto probabilmente insieme agli effetti di gravi terremoti avvenuti nel periodo compreso tra la seconda metà del IV secolo e l'anno 508 d.C., il ritorno delle acque ai livelli precedenti.

## Medioevo

### Gastaldia dei Marsi

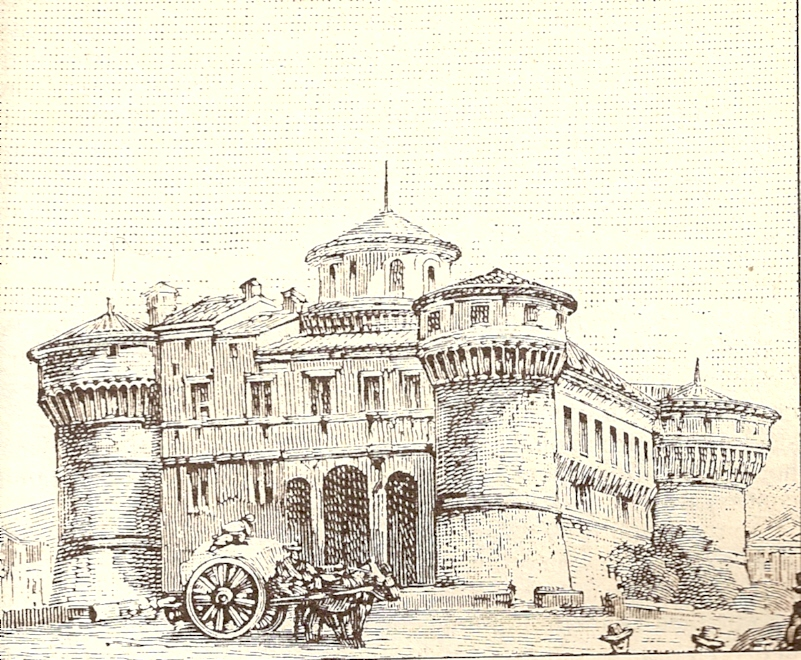
Vecchia stampa del castello Orsini-Colonna di Avezzano

Con l'abolizione delle regioni Augustee furono create 17 province e la Marsica fu inserita nella tredicesima: la Valeria, catalogata nell'ordinamento ecclesiale con il nome di Marsia.
La Marsica subirà, soprattutto da parte degli eserciti stranieri dei Goti, ma anche dei Bizantini, dei Borgognoni e degli Alemanni, saccheggi e violenze di ogni genere che portarono carestia e devastazioni. Nel 537 Albe, come gli altri centri più grandi della Marsica, venne depredata e occupata militarmente da Giovanni, magister militum dell'esercito bizantino di Giustiniano.
Seguirono le scorribande violente dei Longobardi guidati da Faroaldo, tuttavia la regione acquisì una certa stabilità politico-militare.
Nel 591 passata sotto il controllo di Ariulfo, secondo duca di Spoleto, la Marsica venne inglobata nel ducato longobardo. Ariulfo ebbe modo di affermare che "se togli il paese de' Marsi, i nomi antichi delle contade che componevano il Ducato, erano quasi andati in disuso".
Nasce la Gastaldia dei Marsi, un gastaldato locale retto da un "Gastaldius Marsorum" residente tra la Civitas Marsicana e la "curte comitale" di Pescina.
Il potere del duca spoletino non era dei più stabili sul territorio della regione Valeria visto l'eccessivo dinamismo delle sue famiglie guerriere che, sebbene longobarde, decidevano in modo autonomo le politiche militari. 
Carlo Magno, chiamato da Papa Adriano I, nell'anno 774, donò la gastaldia dei Marsi e tutte le terre del ducato allo Stato Pontificio.
Dal 775 nel territorio dei Marsi si registrarono concessioni e donazioni ai monasteri e anche ai conventi. In particolare si verificò un benefico proliferare di monasteri benedettini nell'intera area. La rinascita spirituale, culturale e materiale della Marsica favorì lo sviluppo di alcuni centri che rivestirono successivamente un'importanza strategica per il territorio: Pescina e Tagliacozzo, oltre ad Avezzano. Nel 1115 il vescovo Berardo dei Marsi grazie a Papa Pasquale II riunì i confini della diocesi dei Marsi mettendo fine ai tentativi di divisione del clero locale.
Il signore del feudo avezzanese nel 1181 fu Gentile di Palearia, conte di Manoppello e fratello di Gualtiero di Palearia, che fece innalzare una torre di avvistamento a base quadrata sul sito dove successivamente venne edificato il castello Orsini.
Ai gastaldi subentrarono i primi rappresentanti della famiglia Berardi, signori della contea di Celano, con i quali la gastaldia divenne definitivamente contea dei Marsi. Per quasi tutto il Medioevo le città principali ed amministrativamente rilevanti furono Albe, sostituita in modo definitivo nel suo ruolo egemone da Avezzano alla fine del Cinquecento, Celano e Tagliacozzo, mentre al centro delle attività religiose, con la decadenza della chiesa di Santa Sabina in Marruvio, a capo della diocesi marsicana fu eletta Pescina.

### Contea dei Marsi e contea di Albe

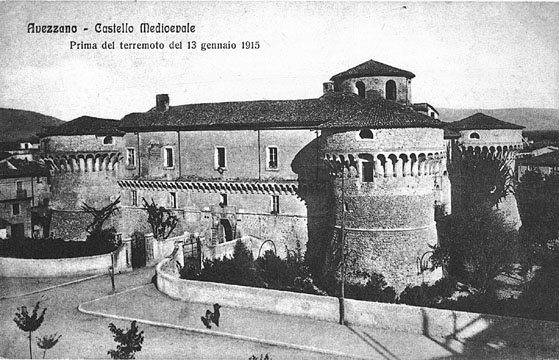
Castello Orsini-Colonna in cartolina d'epoca, prima del terremoto del 1915

Con i conti dei Marsi si verificò una positiva evoluzione nei rapporti con il clero che insediò stabilmente un vescovo nel territorio, a capo della nascente diocesi dei Marsi.
Tuttavia la contea dei Marsi fu ancora invasa da bande armate come avvenne nell'anno 937, quando un esercito di seminomadi, gli Ungari, dopo aver devastato Capua e il monastero di Montecassino, entrò bellicoso nel Fucino, dove si verificarono altri saccheggi e distruzioni. Schiere armate marse e peligne, unite per difendere il territorio, sotto la guida di Berardo detto "il Francisco" li assalirono presso Furca Ferrati facendone strage.
Con questa battaglia Berardo afferma il suo potere sul vasto contado ottenendo di renderlo definitivamente indipendente dal ducato di Spoleto.

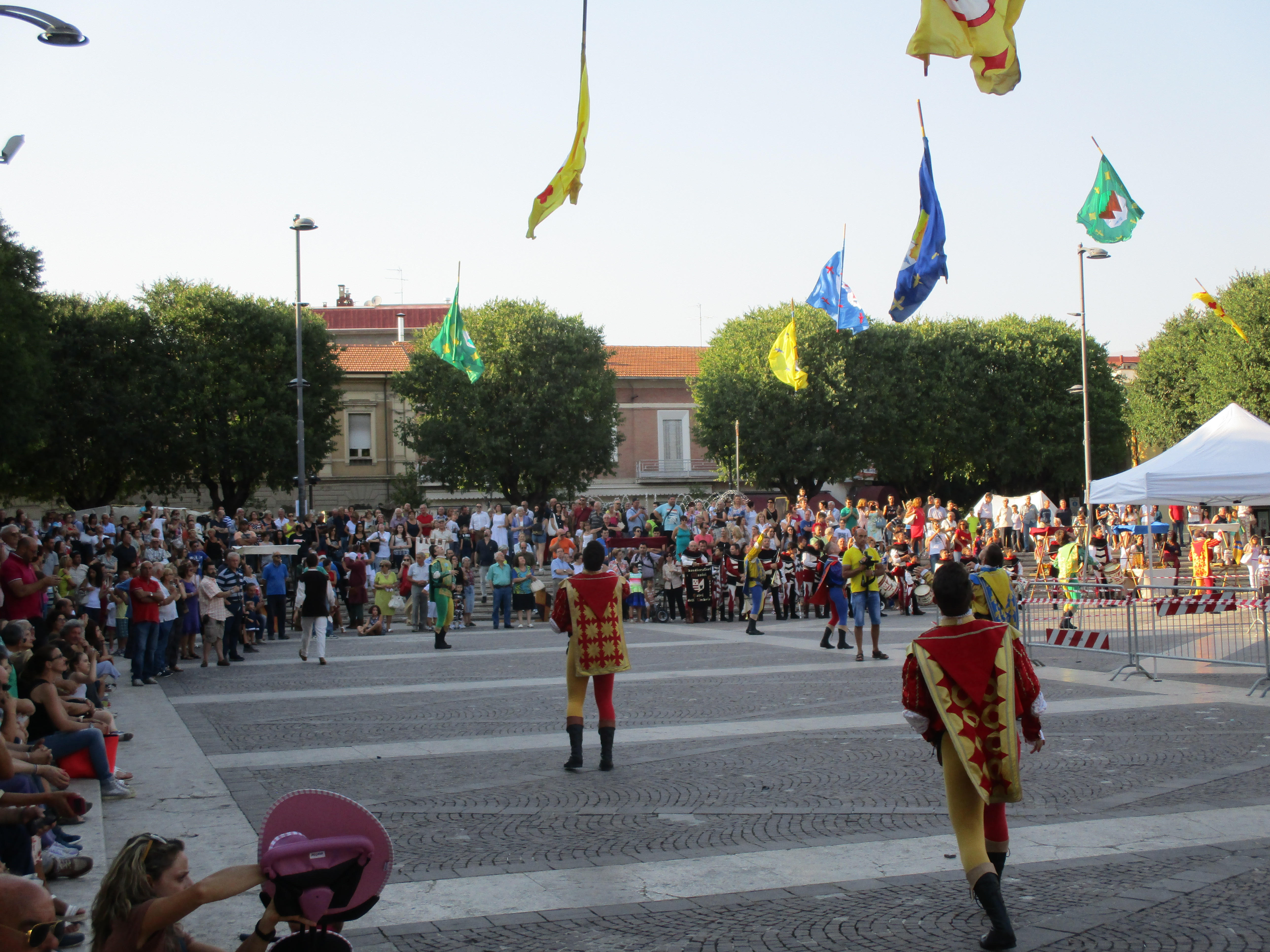
Rievocazione storica della battaglia di Tagliacozzo in piazza Risorgimento

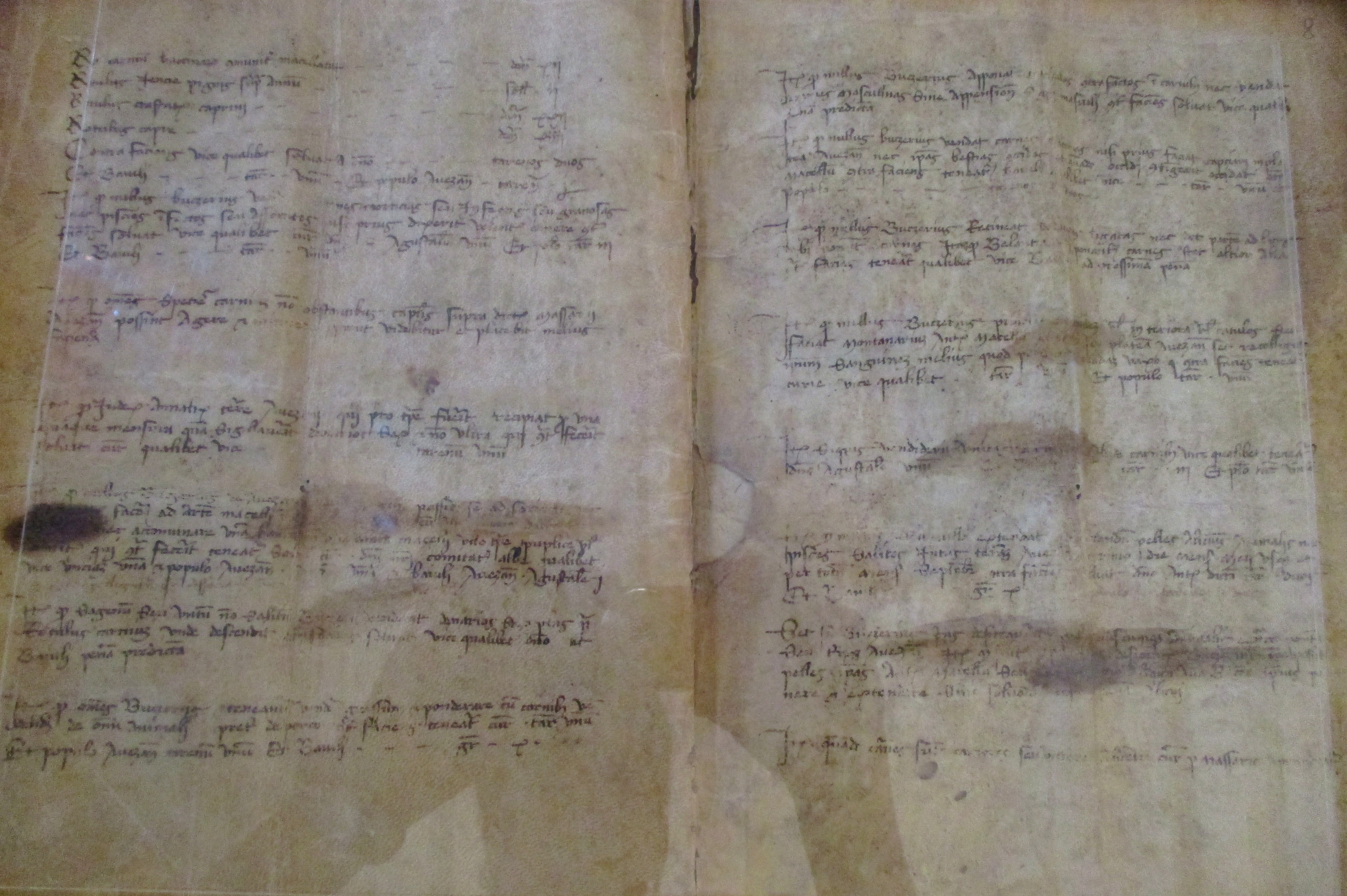
Antico statuto dell'universitas di Avezzano

Nel 1242 Federico II di Svevia sarebbe stato ospitato nel centro fortificato di Pietraquaria durante la sua visita finalizzata a risolvere il problema dell'emissario di Claudio che ostruito da tempo era la causa principale delle inondazioni del lago Fucino. Nel Basso Medioevo la vittoria della battaglia di Tagliacozzo di Carlo I d'Angiò determinò la probabile devastazione del feudo del monte Salviano, che aveva tre chiese: Santa Maria, San Pietro e San Giovanni, e della vicina Albe. Gli albensi parteggiarono in favore di Corradino: "Re Carlo, quando sappelo, Alve fece guastare. Ca troppo foro presti, fecelo ben pariare. La ecclesia della Victoria in Marsi fece fare. De llà dalle Cappelle, Francisci ce fece stare", narrò lo scrittore aquilano Buccio di Ranallo. Gli abitanti dei centri gravemente danneggiati sarebbero stati costretti a scendere verso Avezzano che crebbe, arrivando a quota 1.200-1.400 unità.
Qualche anno dopo la vittoria di Carlo d'Angiò su Corradino la cittadina venne elevata a centro del contado che, tuttavia, continuò ad essere chiamato contea di Albe. Agli inizi del 1300 terminò il processo aggregativo: in località Pantano, corrispondente all'originario centro della città, fu elevata la pieve alla quale fecero capo diversi villaggi e località: San Felice alle Grotte di Claudio nei pressi della grotta di Ciccio Felice; Castelluccio (o San Lorenzo), nelle adiacenze del monte Salviano; Arrio alle pendici del monte Aria; Cerreto (Cerritum o San Leonardo) sulla via Consolare (la contemporanea via San Francesco); Vico (località in cui fu edificata nel XVI secolo la chiesa di Santa Maria in Vico), nei pressi del vecchio cimitero cittadino; Pescina (Poscina o San Nicola), contemporaneo quartiere di San Nicola; Perrate (o Parate) che corrisponde al contemporaneo quartiere di Scalzagallo; San Basilio nei piani Palentini; La Fonte (o San Salvatore), nella contemporanea località di Caruscino; Vicenne (o Sant'Andrea) nell'omonimo contemporaneo quartiere di Sant'Andrea, Gagliano (o San Sebastiano), località posta all'altezza dell'incrocio fra via XX Settembre e via Garibaldi; Pennerina (o Santissima Trinità) in località Le Mole; Scimino (o San Simeone), nel contemporaneo quartiere della Pulcina; Le Fratte (o San Paolo), intorno alla distrutta chiesa di Santa Maria di Loreto; San Callisto, oltre via Sant'Andrea e lungo la strada Circonfucense, infine Casole (o Santa Maria della Casa), nella parte bassa di Caruscino.
La città fu feudo dei conti dei Marsi, dei Normanni e per un certo periodo degli Svevi. Nell'area di Pantano, secondo alcuni storici, confluiranno gli abitanti di Penna centro che si sviluppò ai bordi occidentali del lago Fucino durante le operazioni di costruzione dell'emissario. Questi furono costretti ad abbandonare la località a causa di una grave inondazione, decidendo quindi di stabilirsi nell'area della contemporanea Avezzano.
Nella seconda metà del Trecento Francesco I del Balzo, duca di Andria, ordinò la devastazione di Avezzano in quanto i suoi abitanti parteggiarono chiaramente in favore di Filippo, principe di Taranto, genero e al contempo suo nemico. Il sacco di Avezzano fu compiuto dal capitano di ventura Ambrogio Visconti che forte di 12.000 scorridori poté varcare le porte di accesso alla cittadina e saccheggiarla violentemente: "Ma laidu saccu in Avezano per illi fatto fone. Non se ne accorse nullo quanne nella Terra entraro, Ficerovi assai male, e tutta derobaro, e tutto quillo Contado bene desertaro perchè de Missere Felippo illu facea rechiamo", narrò lo scrittore aquilano Antonio di Boetio.
Negli statuti dell'universitas, scritti in latino e risalenti con ogni probabilità alla seconda metà del Trecento, vengono elencati gli usi e i costumi dell'epoca, le strade, le contrade, i vocaboli e le vertenze sorte tra gli abitanti di Albe e Luco e quelli di Avezzano relative al possesso e all'utilizzo delle terre di confine come quelle della località Penna, utilizzate dai romani durante il primo prosciugamento del lago Fucino.

## Età moderna

### Le lotte tra gli Orsini e i Colonna

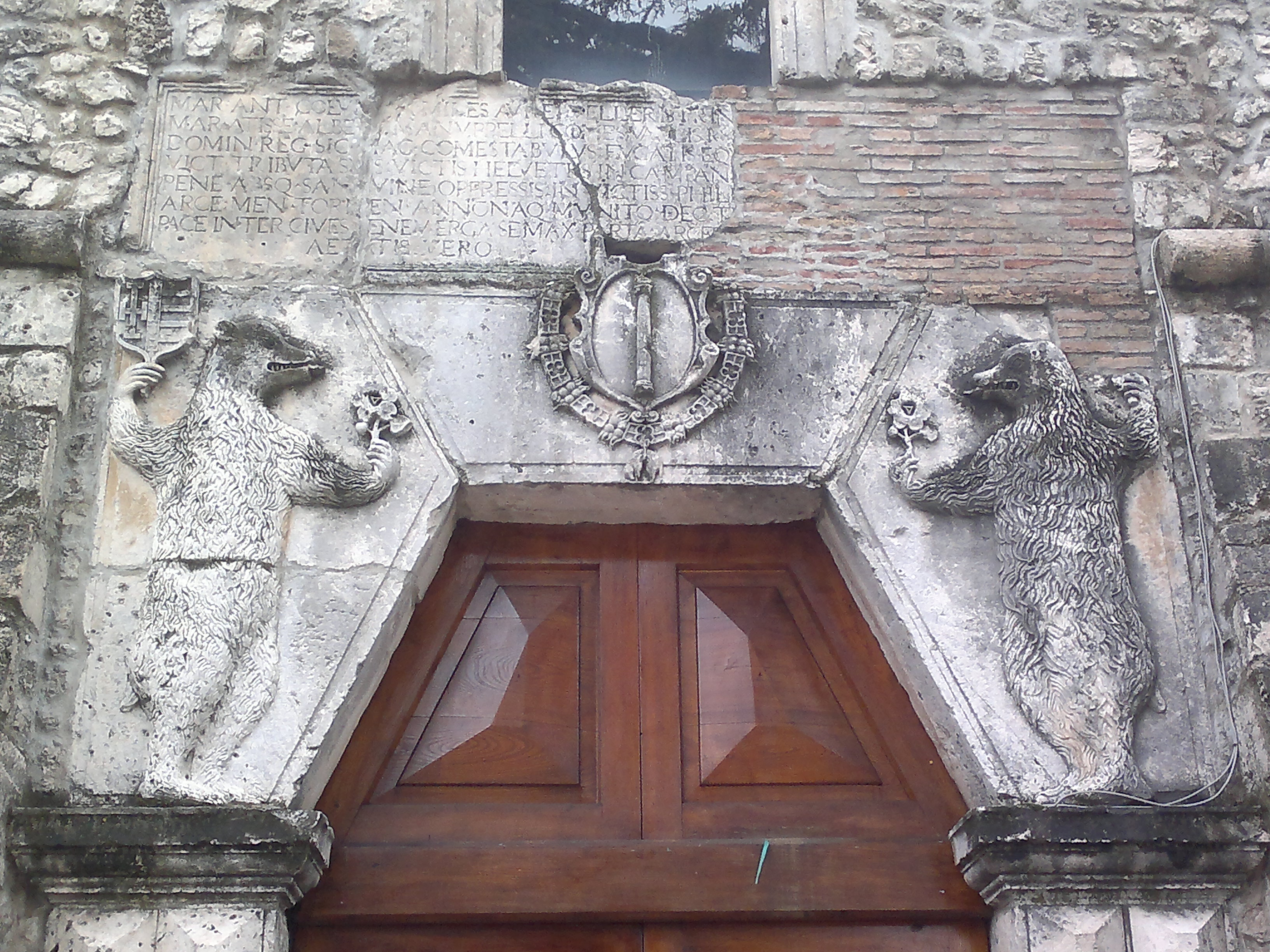
Portale del castello Orsini-Colonna, con i simboli delle due famiglie romane

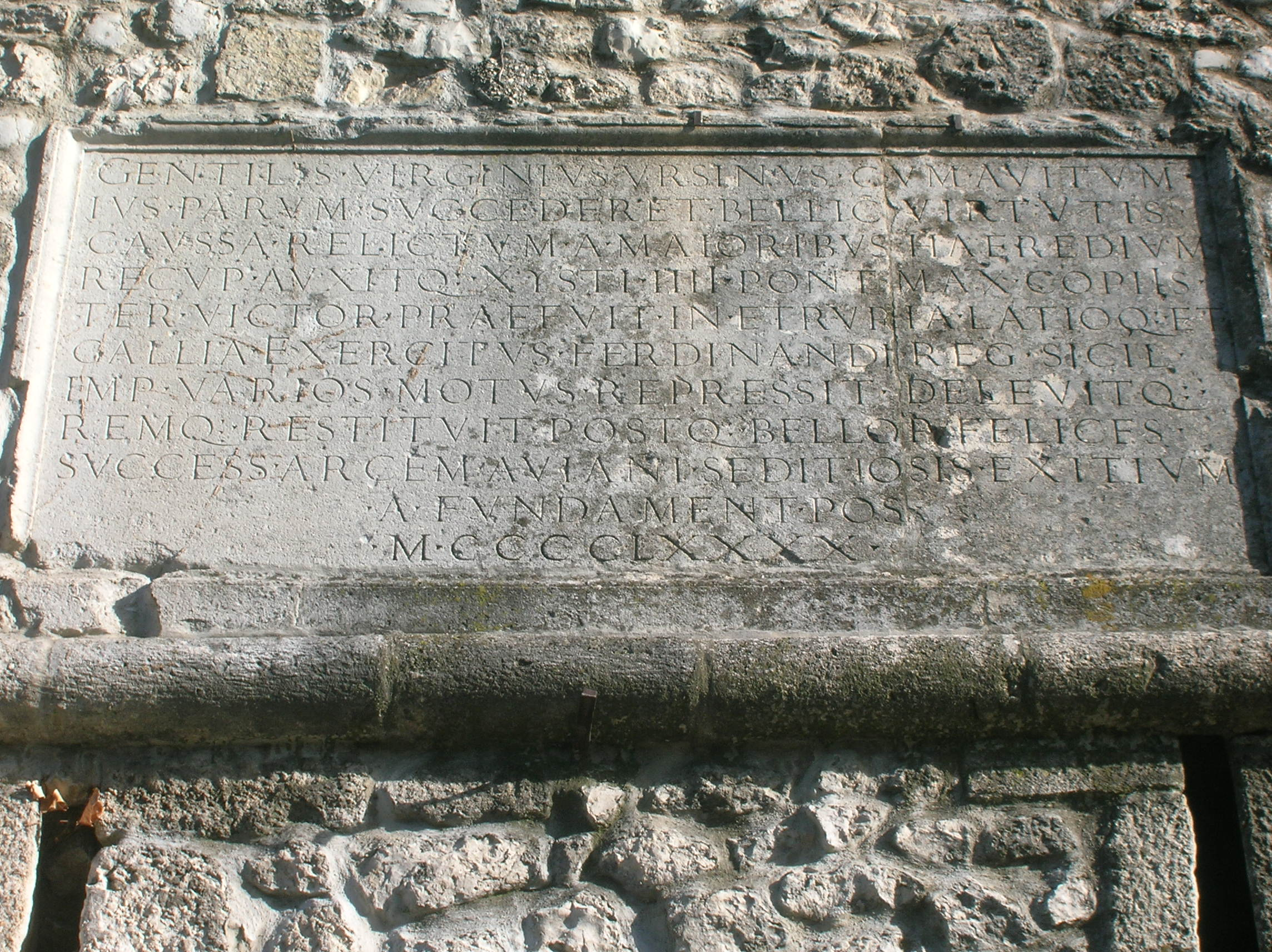
Iscrizione sul portale del castello Orsini-Colonna

Nel XV secolo le contee marsicane sono teatro delle lotte tra gli Orsini e i Colonna, potenti famiglie romane.
Nella prima metà del 1400 Giovanni Antonio Orsini divenne signore di Avezzano e delle contee di Albe e di Tagliacozzo, controllando così tutte le aree ad occidente della Marsica.
Con la conquista di Trasacco ebbero inizio gli scontri con i Colonna. Nel 1443, il re di Napoli Alfonso V d'Aragona riconobbe il feudo come proprietà degli Orsini.
Alla morte di Giovanni Antonio, non avendo eredi, le due contee passarono al demanio regio per cinque anni. Salito al trono, Ferdinando I, dopo la metà del 1400, confiscò i beni delle contee e vi pose a capo un capitaneo con incarichi militari, ma anche penali, politici e civili. 
Durante la prima rivolta dei baroni, gli Orsini si schierarono dalla parte del re mentre i Colonna rimasero neutrali: la speranza di entrambe le famiglie era quella di tornare a possedere le contee marsicane.
Con la discesa di Giovanni d'Angiò nel 1459, la Marsica tornò ad essere teatro di lotte e continue rivolte. Queste ebbero fine solo grazie agli alleati di Napoli (tra cui Federico da Montefeltro), i quali cacciarono gli angioini e conquistarono Avezzano. Qualche anno più tardi, allontanato definitivamente il generale angioino Jacopo Piccinino, Roberto Orsini tornò a regnare sul territorio di Avezzano e Albe.
Alla sua morte, tuttavia, i Colonna fecero partire di nuovo le ostilità per la riconquista dei feudi. 
La contea albe fu infine ceduta dal re a Fabrizio I Colonna che necessitava di denaro per riconquistare Otranto dai turchi nel 1480.
Re Ferdinando I alla luce dell'appoggio degli Orsini a Papa Sisto IV nella guerra con Venezia contro Ferrara, espulse la famiglia dal regno e donò la contea tagliacozzana ai Colonna.
Solo dopo la costituzione di una lega che comprese le due avversarie, Napoli e Venezia, fu concesso agli Orsini di riprendere i loro territori in Marsica. Giovanni Colonna non volle, però, in nessun modo cedere Albe, cosicché gli Orsini, forti dell'approvazione del Papa, devastarono i loro possedimenti romani situati nella campagna e nella zona dei castelli.
Eletto Papa Innocenzo VIII che invece appoggiò i Colonna, la Marsica divenne di nuovo luogo di battaglie. In particolar modo Avezzano, da sempre favorevole ai Colonna. Mentre Gentile Virginio Orsini invase l'Abruzzo, Fabrizio Colonna venne accolto con entusiasmo dagli abitanti del contado albense. 
Solo dopo la pace tra Roma e Napoli, siglata nel 1486, Albe tornò agli Orsini mentre i Colonna ripresero possesso dei loro possedimenti romani.
La politica "guerrafondaia" degli Orsini, non fu ben accetta dai terrazzani della contea, nel 1490 Gentile Virginio Orsini trasformò il castello angioino di Avezzano, inglobando i resti della vecchia torre medievale del XII secolo, in una vera e propria rocca rinascimentale. Sul portale del castello fece collocare l'iscrizione «Aviani. seditiosis. exitium» («a sterminio dei sediziosi»), avvertimento rivolto ad allevatori e pescatori avezzanesi che parteggiarono per i Colonna.
Il rifacimento dell'originario castello trecentesco in un'efficiente e moderna rocca rinascimentale è probabilmente opera dell'architetto Francesco di Giorgio Martini, che in quegli anni lavorava per gli Orsini, come testimoniano alcune lettere dello stesso Gentile Virginio Orsini.

### Ducato dei Marsi
Il ducato dei Marsi  nel 1497 conteneva i contadi di Albe e Tagliacozzo, incluse le baronie di Carsoli, Civitella Roveto e Corvaro a cui appartenevano diversi centri come Albe, Avezzano, Canistro, Capistrello, Cappadocia, Cappelle, Castellafiume, Castelmenardo, Castelvecchio, Civitantino, Civitella, Celle, Cese, Colle, Corcumello, Corvaro, Luco, Magliano, Marano, Meta, Oricola, Pagliara, Paterno, Pereto, Pescocanale, Petrella, Poggio, Rendinara, Rocca Cerro, Rocca di Botte, Roccavivi, Rosciolo, San Donato, Sant'Anatolia, Sante Marie, Scanzano, Scurcola, Spedino e Latuschio, Tagliacozzo, Torano, Tremonti e Verucchio.

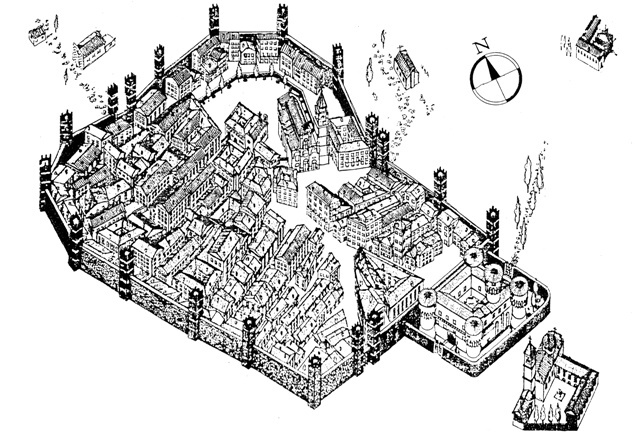
Raffigurazione idealizzata della città di Avezzano con le mura e le tre porte in una stampa riferita all'anno 1830 (Corrado Pagani, 1968)

### Dalla signoria dei Colonna all'abolizione dei feudi
Alfonso d'Aragona diventò re di un vastissimo regno che comprendeva di nuovo anche la Sicilia con capitale Napoli, la conquista aragonese causò il defenestramento di Renato d'Angiò, ultimo re della dinastia angioina. La Marsica, in quel periodo, risultò divisa in due contee: Celano con i conti cui successero i Piccolomini ed Albe con gli Orsini. Diversi diplomi di re Federico I di Napoli, databili dal 1496 al 1499, determinarono chiaramente la vittoria dei Colonna sugli Orsini, proprio sul finire del Medioevo. La signoria colonnese, durata senza interruzione circa tre secoli, fu in queste terre molto amata.
Ad Avezzano, in particolare, in cui ebbe origine l'espressione "Popolo e Colonna". 

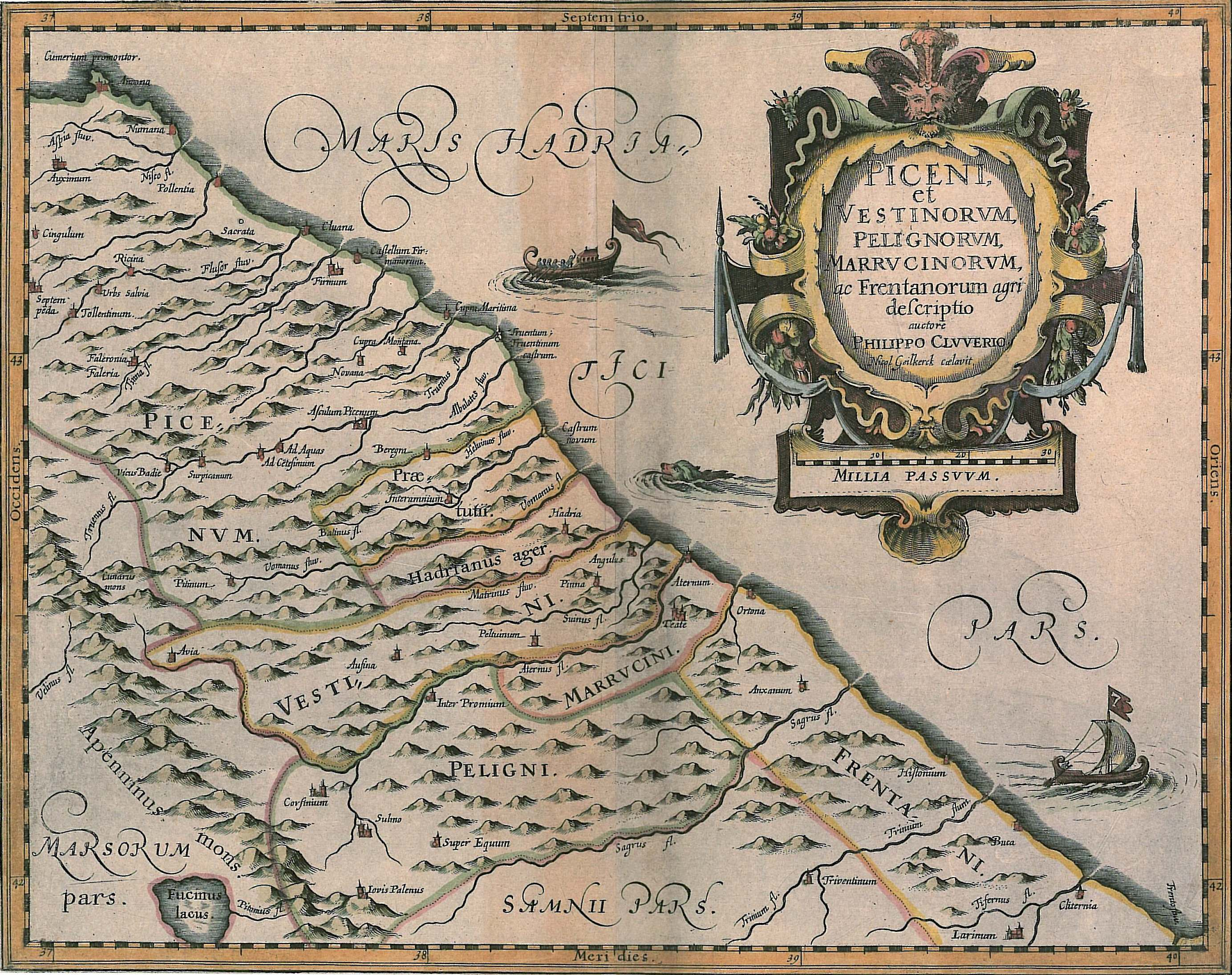
Agri descriptio, 1624 - Philip Clüver

### Distretto di Avezzano
questo distretto, una volta abitato dai Marsi, per la sua civiltà e la sua popolazione.»
(Richard Colt Hoare)
Allo scoppio della rivoluzione francese del 1789 nella Marsica vi era una condizione di profondo disagio sociale ed economico, accentuato dalle frequenti inondazioni del lago Fucino che causavano gravi danni alle colture circumlacuali e ai comuni rivieraschi. Con la proclamazione a Napoli della Repubblica Napoletana venne istituito il Dipartimento del Fucino.
Sul trono napoletano Giuseppe Bonaparte il 2 agosto 1806 promulgò la legge sull'abolizione dei feudi. Terminò di fatto, dopo oltre tre secoli, la signoria dei Colonna ad Avezzano.
Bonaparte attuò una nuova ripartizione del regno di Napoli in province, distretti e circondari. La Marsica fu suddivisa in modo non rispondente alla sua secolare unità politica e amministrativa, tanto che a ciò dovrà porre rimedio, cinque anni dopo, il successore Gioacchino Murat.  

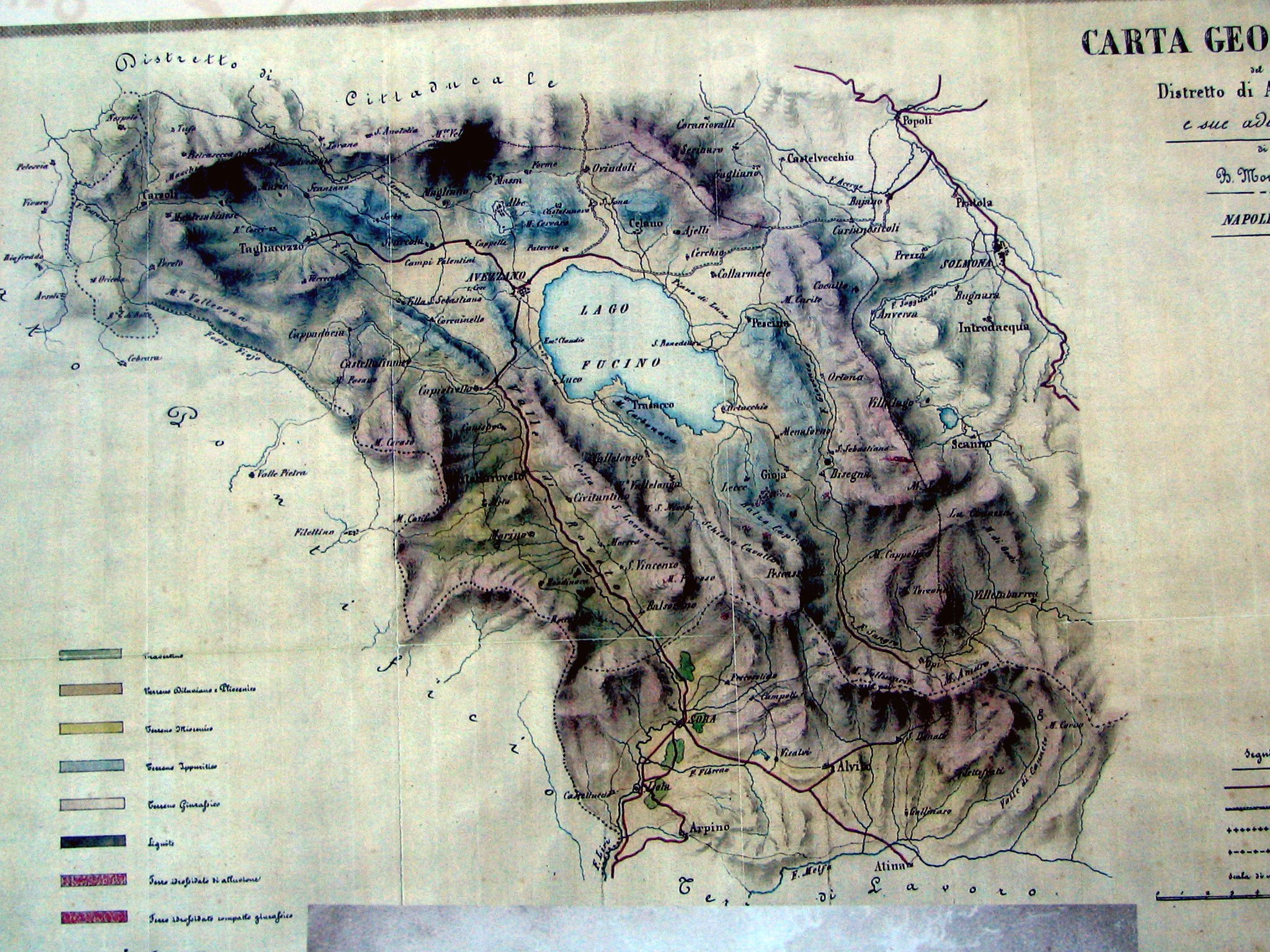
Lago Fucino nel distretto di Avezzano

Tuttavia nella città, depredata dai napoleonici agli inizi del XIX secolo, crebbe l'insofferenza verso i francesi.
II 4 maggio 1811 verrà decretata l'istituzione del distretto di Avezzano che da quel momento diverrà il capoluogo effettivo del territorio marsicano. 
Il real Decreto fu firmato a Parigi da Gioacchino Murat: Avezzano divenne sede di sottointendenza, il suo distretto incluso nell'unità amministrativa dell'Abruzzo Ulteriore Secondo, ebbe inizialmente sette circondari ai quali, poco tempo dopo, fu aggiunto anche quello di Trasacco.
In questo periodo nel territorio marsicano, come nel resto d'Abruzzo, sorsero le prime vendite carbonare che in virtù delle iniziali sconfitte napoleoniche acquisirono più fiducia nei propri mezzi.

## Età contemporanea

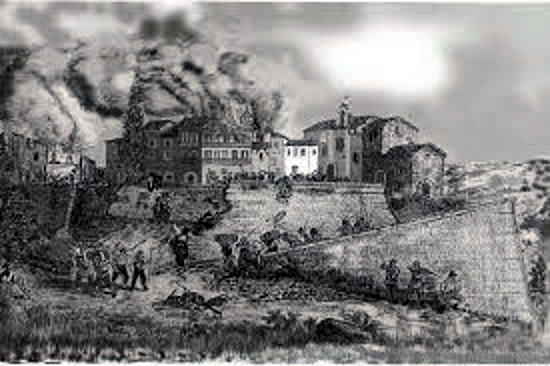
Brigantaggio: i saccheggi tra Marsica e basso Lazio

### Dalla Restaurazione all'Unità d'Italia
Qui i movimenti carbonari furono piuttosto dinamici tanto che nel 1820 Ferdinando I si vide costretto a firmare la Costituzione che riconobbe la provincia Marsia in luogo all'Abruzzo ulteriore II. La carta costituzionale venne tuttavia ritirata un anno dopo con la repressione dei moti carbonari. Il real decreto contenne norme severissime per la repressione del brigantaggio nei territori continentali del Regno di Napoli.
Vi furono lunghi anni di devastazioni, saccheggi e stragi di cui furono vittime soprattutto le popolazioni della valle Roveto. I briganti reduci da Magliano de' Marsi, da Avezzano o da Rocca di Mezzo furono al soldo di improvvisati e feroci generali borbonici. La recente e aggiornata ricerca storiografica illustra i numerosi avvenimenti abruzzesi in modo diverso, grazie e soprattutto alla documentazione d'archivio esaminata con approccio critico delle fonti.
Furono le ultime giornate dell'ottobre 1860 per la Marsica le più terribili di quell'anno, carico di avvenimenti.
La popolazione si divise tra proprietari liberali, contadini, braccianti e pastori ancora fedeli alla Chiesa e al Borbone. Mentre l'armata sardo-piemontese varcava il Tronto e i garibaldini combattevano sul Volturno, Avezzano veniva occupata dalle camicie rosse di Pateras e Fanelli (1.400 uomini), che il 6 ottobre 1860, però, furono sconfitti presso Civitella Roveto dalle truppe borboniche condotte dal colonnello Theodor Friedrich Klitsche de la Grange, dall'avvocato Giacomo Giorgi e dall'ex sergente borbonico Luigi Alonzi, detto "Chiavone". Per rappresaglia, alcuni giorni dopo Tagliacozzo fu messa a ferro e fuoco da Pateras che, in "nome della libertà", incendiò ben 36 abitazioni compreso il teatro civico, mentre la popolazione indignata scagliò addosso ai garibaldini tegole e olio bollente dalle finestre. Avezzano, benché sede di sotto-intendenza venne occupata il 19 dello stesso mese. Lo stesso graduato borbonico venne accolto trionfalmente dagli avezzanesi ostili ai Savoia.
Scrisse in proposito l'ufficiale piemontese Alessandro Bianco di Saint-Jorioz: "La popolazione di questo distretto apparentemente sembra indifferente e noncurante di qualunque avvenimento politico, ma si sveglierebbe nemica il giorno in cui sorgesse un evento qualunque che abbattesse anche per un momento la nostra autorità... Nobili e plebei, ricchi e poveri, qui tutti aspirano, meno qualche onorevole eccezione ad una prossima restaurazione borbonica. [...]". La gendarmeria, soldati svizzeri e napoletani tra il 20 e il 23, decisi a riconquistare il capoluogo di provincia, giunsero alla distanza di quattordici chilometri dall'Aquila, dove si erano asserragliati tutti i liberali fuggiti dalla Marsica. Poi, sopraggiunta la notizia della sconfitta del maresciallo borbonico Luigi Scotti Douglas in prossimità di Isernia, le truppe borboniche si ritirarono nello Stato Pontificio. Numerose vendette e regolamenti di conti lasciarono la zona in preda all'anarchia, preludio del "grande brigantaggio" zonale che durò fino alla Breccia di Porta Pia. In Abruzzo si contarono 183 bande armate, da 5 a 200 elementi provenienti sia dal Molise sia dallo Stato Pontificio, per un totale di circa 3.000-4.000 uomini alla macchia.
Solo dopo la sconfitta subita sul valico molisano del Macerone dall'esercito delle Due Sicilie, ad opera di Enrico Cialdini, comandante delle truppe piemontesi, subentrò in tutti la certezza della fine dei Borboni e della prossima liberazione di città e paesi.
Si avviò così il percorso verso l'Unità d'Italia, re Vittorio Emanuele II fu proclamato in tutto il territorio dell'ex-Regno napoletano e sventolò per la prima volta il tricolore d'Italia.

### Circondario di Avezzano
Le mura di Avezzano, fatte edificare con ogni probabilità da Gentile Virginio Orsini negli ultimi anni del XV secolo, furono abbattute tra il 1846 e il 1849, durante il periodo borbonico, qualche anno dopo l'epidemia di colera del 1843 che flagellò la città causando circa 300 morti. Il Decurionato di Avezzano propose e fece realizzare simile provvedimento, in quanto si credeva che, distruggendo le mura dell'antico centro, sarebbero state debellate le varie epidemie di tifo o di malaria grazie anche alla migliore circolazione dell'aria. L'ignoranza sulle tematiche scientifiche, con particolare riferimento a quelle della medicina, fece credere a molti che tra gli stretti vicoli costruiti nella seconda metà del Trecento potessero ristagnare le cause eziologiche delle frequenti infezioni, contratte invece dai contadini durante i lavori stagionali nell'Agro romano.
Nel 1861 con l'unità d'Italia la suddivisione in province e circondari stabilita dal decreto Rattazzi fu estesa all'intera penisola. Da un punto di vista amministrativo il tramonto del dominio borbonico, segna oltre che la fine dei tre Abruzzi (Ultra I, Ultra II e Citra) e l'istituzione della regione Abruzzi e Molise, la nascita del circondario di Avezzano. Si verificò, così, la trasformazione delle intendenze in prefetture, dei distretti in circondari e dei vecchi circondari in mandamenti. Nel 1926, un anno prima della completa soppressione dei circondari italiani, vennero assegnati a quello di Avezzano i comuni di Borgocollefegato e Pescorocchiano, già appartenenti al soppresso circondario di Cittaducale.

### Il prosciugamento totale del Fucino

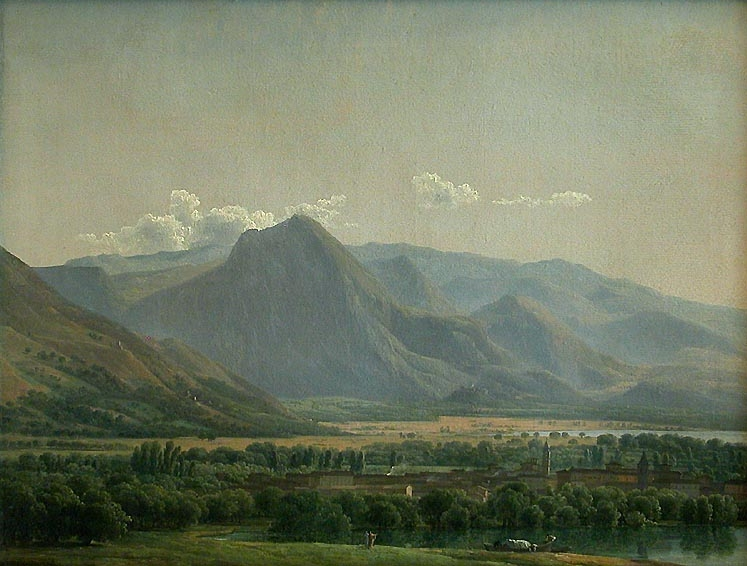
Vue de la ville d'Avezzano, au bord du lac de Celano, royaume de Naples (Jean-Joseph-Xavier Bidauld, 1789, museo del Louvre di Parigi)

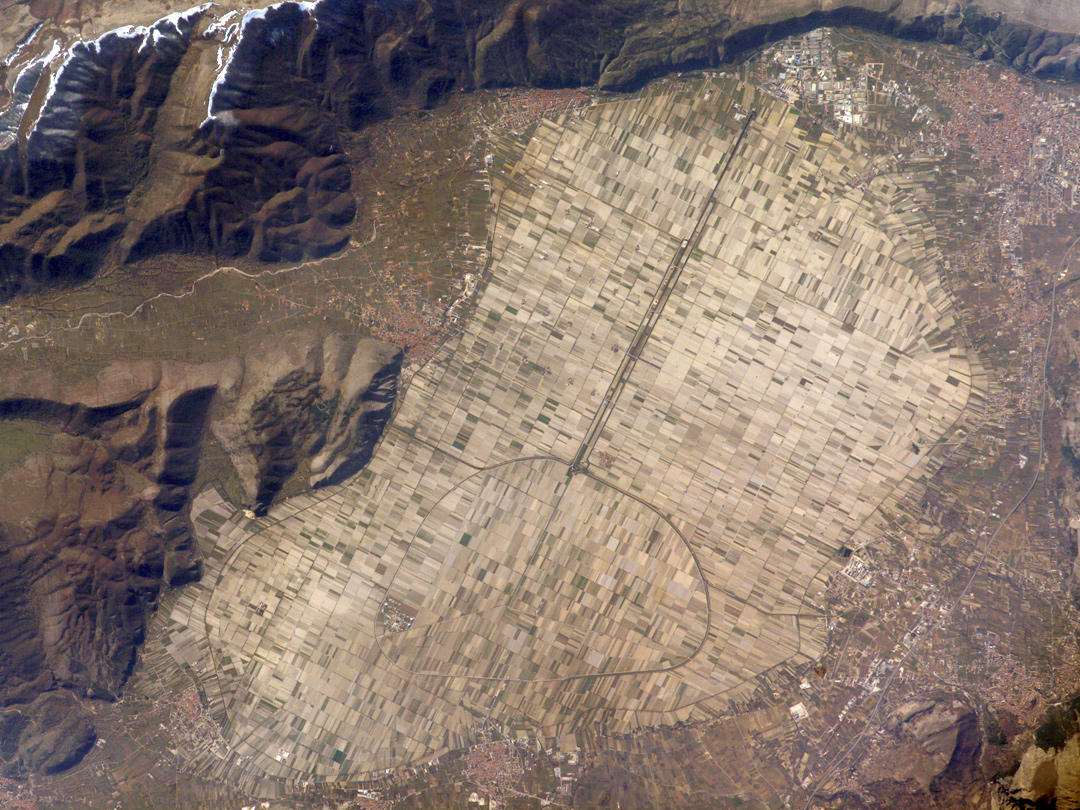
La piana del Fucino

Ad opera del banchiere Alessandro Torlonia, nella seconda metà del 1800, fu definitivamente prosciugato il Fucino, terzo tra i laghi d'Italia per estensione. L'opera, considerata colossale, richiese decenni di lavoro per maestranze e tecnici.
Fu ripreso lo stesso progetto di 18 secoli prima, ristrutturando ed ampliando l'opera claudiana. Come allora, imprevisti ed ostacoli vari rallentarono ed in alcuni casi rischiarono addirittura di far bloccare i lavori, tuttavia grazie alla ferrea volontà di Torlonia e soprattutto alle sue ingenti risorse economiche l'opera fu portata a termine. Per i calcoli ed il progetto di prosciugamento idrico Alessandro Torlonia si avvalse della collaborazione dei migliori ingegneri e di Carlo Afan de Rivera noto per l'ideazione e la progettazione di numerose opere pubbliche. Il Fucino che aveva una profondità massima nella depressione del bacinetto di 30 metri defluì lentamente attraverso i cunicoli di Claudio, riversando le acque nel fiume Liri dallo sbocco dell'emissario oltre l'abitato di Capistrello. Ai vecchi cunicoli degli imperatori Claudio e Adriano, furono aggiunti altri pozzi e sfiatatoi. 
L'ingegnere svizzero Frantz Mayor de Montricher diresse i lavori che iniziarono il 10 luglio del 1854. A lui successe l'ingegnere Enrico Samuele Bermont che continuò a dirigere l'opera fino al 1869 quando l'ingegner Alessandro Brisse la portò a compimento tra il 1873 e il 1877. Fu solo il primo ottobre del 1878 che il lago Fucino fu dichiarato ufficialmente prosciugato.
Liberata l'area dalle acque emerse così la piana del Fucino, un'area di oltre 14.000 ettari destinata alle coltivazioni agricole. 
Per ottenere il prosciugamento dell'area furono realizzati una fitta rete di canali lunghi 285 chilometri, 238 ponti, 3 ponti canali e 4 chiuse, mentre 4.000 operai furono impegnati ogni giorno nelle varie operazioni. Il territorio sottratto alle acque equivaleva esattamente a 14.005,90 ettari di terreno agrario, suddivisi in seguito in 497 appezzamenti di 25 ettari ciascuno.

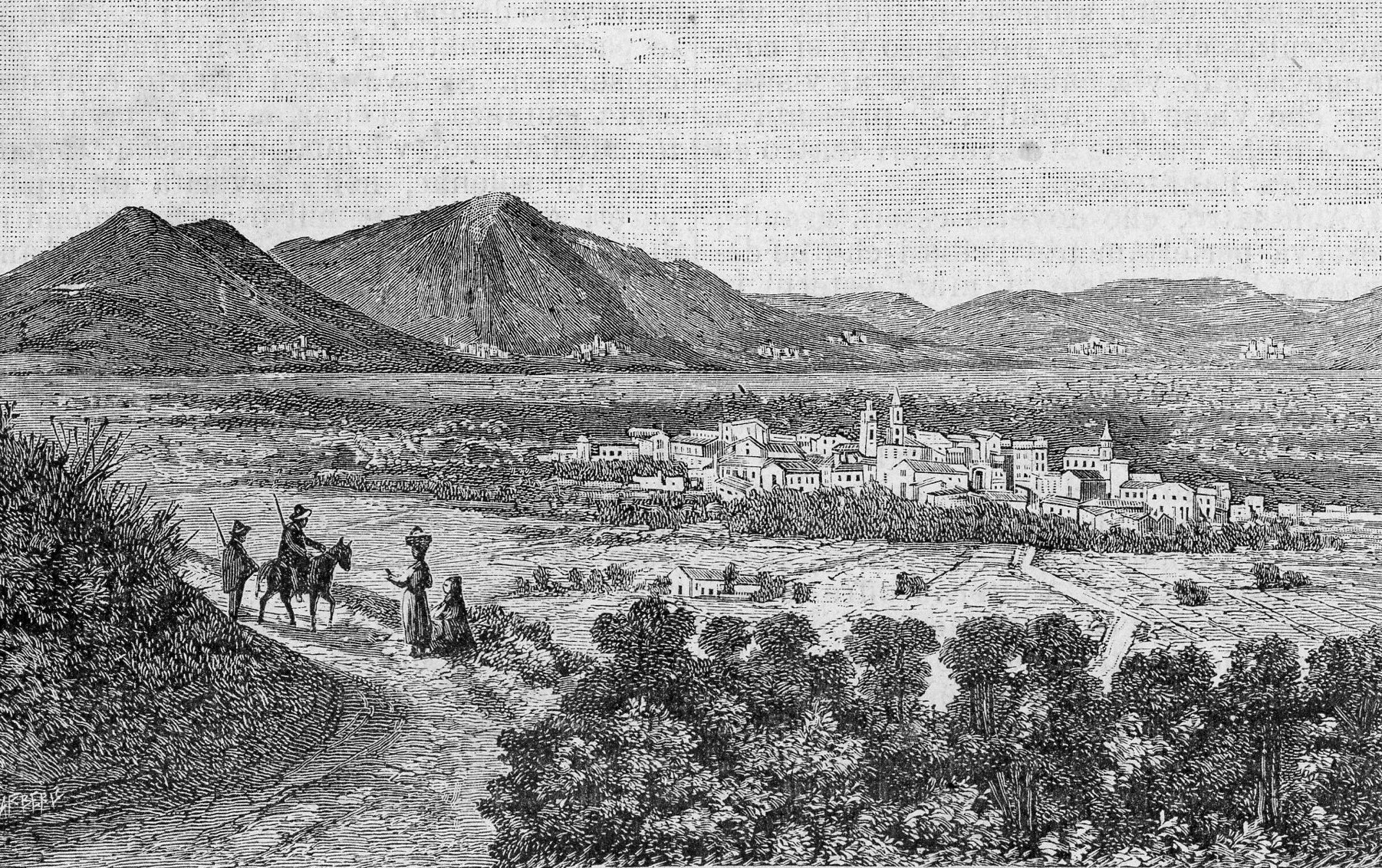
Avezzano e la vallata del Fucino (Giuseppe Barberis, xilografia, Le Cento Città d'Italia, 1890.)

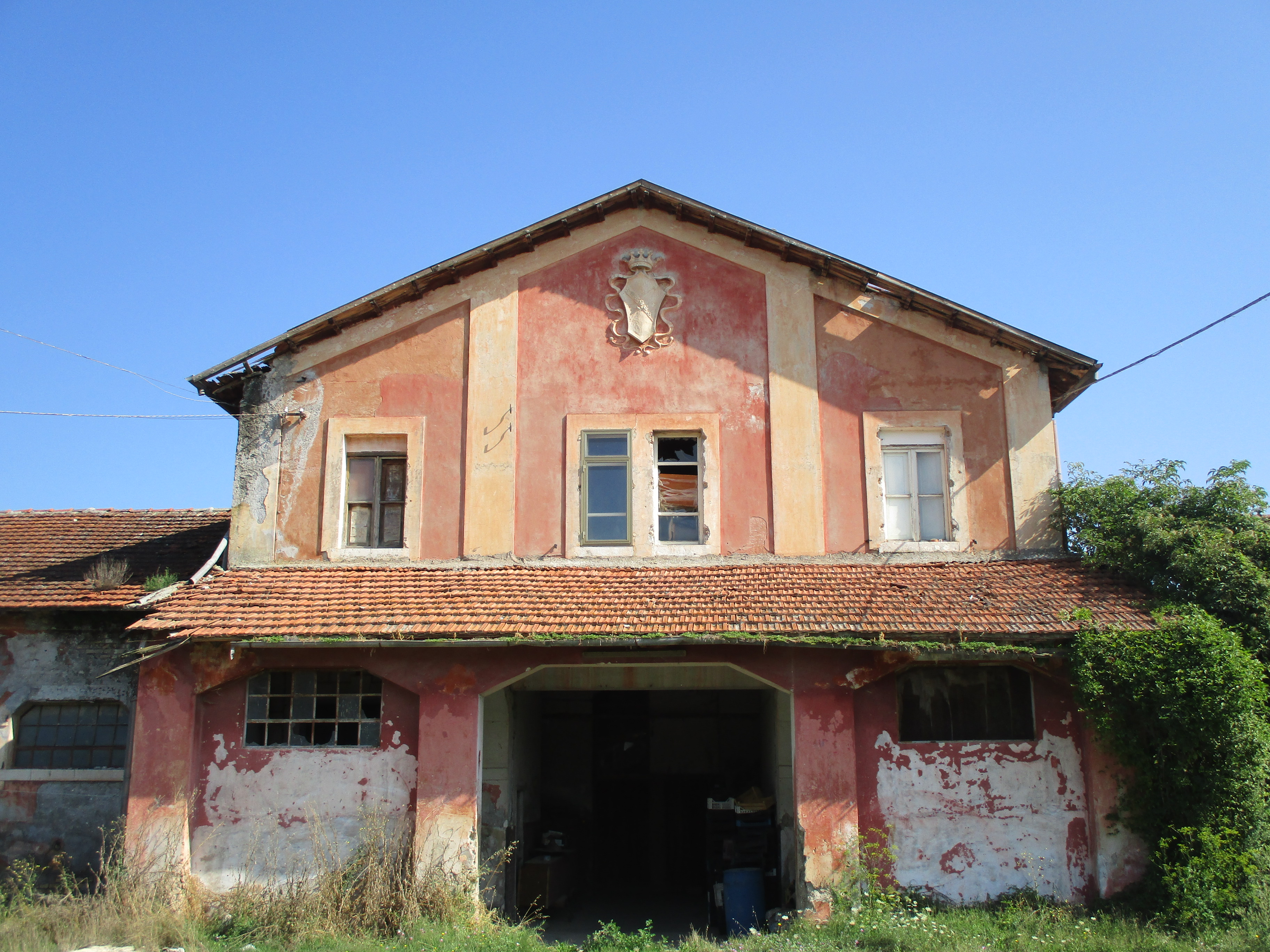
La scuderia della Cavallereccia

Per rendere la piana prosciugata lavorabile ed abitabile furono costruite strade, case coloniche, fattorie e alcune rimesse per equini e ovini come la Cavallereccia Torlonia. La strada Circonfucense che è lunga circa 52 chilometri circonda il bacino fucense ed è connessa a 46 strade rettilinee, parallele e perpendicolari che raggiungono una lunghezza totale di circa 272 chilometri. Oltre ai 24 milioni di lire spesi per il solo prosciugamento furono impiegati altri 19 per le opere viarie primarie.
Nel 1886 per risolvere il problema della distanza tra i paesi e i terreni da coltivare furono realizzate tra Luco dei Marsi e Trasacco, 36 aziende inaugurate a cominciare dal 1890. Sempre in quegli anni fu costruita la strada che collega Napoli ad Avezzano e la linea ferroviaria Roma-Avezzano-Sulmona, mentre il progetto di ferrovia Rieti-Avezzano non fu mai realizzato.
A Torlonia fu conferito il titolo di principe del Fucino e concessa una medaglia d'oro, inoltre fu elevato a titolo nobiliare di principe dal Re d'Italia, Vittorio Emanuele II.
Grazie al Regio Decreto borbonico del 1852 fu accordata la concessione dello spurgo e della restaurazione del canale claudiano: il compenso era naturalmente in gran parte costituito dalle stesse terre bonificate. In questo modo il principe, diventato proprietario delle terre emerse per 99 anni, invitò dalla provincia di Teramo, dalle Marche e dalla Puglia mezzadri ed agricoltori a cui vennero affidati gli appezzamenti.
Dal 1947 il principe Torlonia ha ricoperto il ruolo di presidente della banca del Fucino. Finalmente con la riforma agraria gli stessi mezzadri e alcuni braccianti marsicani divennero negli anni Cinquanta proprietari delle terre. L'economia di Avezzano già in fase crescente per i servizi locali e la coltivazione di frutta, fece registrare un'ulteriore impennata grazie alle coltivazioni di ortaggi, carote, patate e barbabietole e grazie all'indotto che si venne a creare.

### Il terremoto del 13 gennaio 1915
(Ignazio Silone)

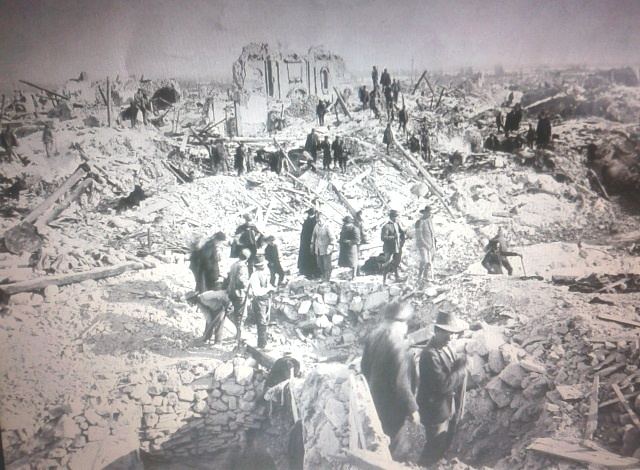
Le macerie di Avezzano dopo il terremoto

La devastazione dopo il sisma del 1915

Pochi decenni dopo la bonifica del Fucino e nel pieno dello sviluppo socio-economico del territorio avvenne l'evento più tragico, il terremoto del 13 gennaio 1915.
Colpì l'intera area della Marsica e le zone limitrofe di Abruzzo e Lazio. Il sisma, per forza distruttiva e numero di vittime, è classificato tra i principali terremoti avvenuti nel territorio italiano. Causò 30.519 morti secondo gli studi del servizio sismico nazionale. 10.700 vittime, più dell'80% dei residenti, vi furono nella città di Avezzano, prossima all'epicentro del sisma, che contava prima della scossa principale di magnitudo 7.0 (11º grado della scala Mercalli) poco più di 13.000 abitanti. La tragedia avvenne alle ore 07:52:43.
Danni si ebbero a Roma, distante circa 100 chilometri dall'epicentro, come pure nel Lazio meridionale, in particolare nel Sorano, in Molise e al confine della Campania; a Nord, nel Cicolano e nell'Aquilano e dalla Sabina alle Marche, infine ad Est, verso le province adriatiche. La scossa fu avvertita dalla Pianura padana alla Basilicata.
L'Italia era pronta all'ingresso nella guerra contro l’Austria che avvenne nel mese di maggio del 1915. Questo causò inevitabili problemi di ordine logistico nel continuare a prestare i già difficili soccorsi. I militari alloggiati in tende provvisorie dovettero, infatti, partire in massa per il fronte. Molti furono i decessi tra i feriti costretti all'addiaccio nei paesi isolati e tra le montagne impervie, nei giorni rigidi e nevosi di quel periodo.
I pochissimi sopravvissuti ad Avezzano, in gran parte feriti, rimasero senza tetto poiché tutti gli edifici crollarono su sé stessi, tranne il villino del cementista bolognese Cesare Palazzi, situato in via Garibaldi, non distante dalla stazione ferroviaria e diventato punto di riferimento per gli ingegneri che in seguito studiarono le tecniche costruttive adottare. Al villino è stata applicata una targa commemorativa con su scritto Unica casa che ha resistito al terremoto del 13 gennaio 1915. 
Il terremoto isolò completamente la Marsica e l'entità e l'esatta zona geografica teatro del disastro arrivò al Governo solamente nel tardo pomeriggio, complici anche i lenti mezzi di comunicazione dell'epoca.
I soccorsi, partiti la sera del 13 gennaio arrivarono il giorno dopo, a causa dell'impraticabilità di ferrovia e strade causata da frane e macerie.

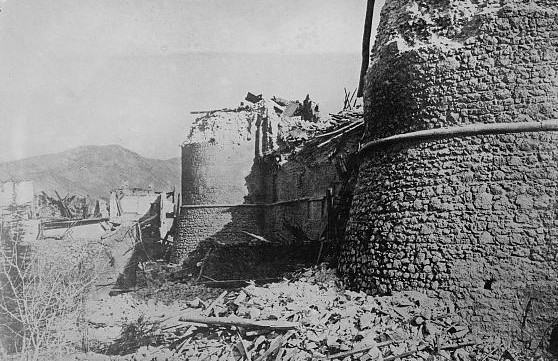
Rovine del castello Orsini-Colonna

Più di 9000 uomini, fra militari, enti e civili tra cui la Croce Rossa Italiana, i Bersaglieri e i volontari Scout del CNGEI, vennero impegnati per i soccorsi, il trasporto dei feriti negli ospedali e la distribuzione dei viveri. A coloro che si distinsero maggiormente fra i soccorritori, venne riconosciuta, in seguito, una medaglia di benemerenza, concessa dal duca di Genova, Tommaso di Savoia, nominato dal re, luogotenente generale del Regno d'Italia. L'evento sismico mise in evidenza l'impreparazione e, in parte, l'impotenza, dello Stato dinanzi ad un evento di tale gravità. Erminio Sipari, deputato del collegio di Pescina, portò in Parlamento la protesta di quelle vittime che si sarebbero potute salvare se i soccorsi fossero stati più tempestivi.
Il politico avezzanese Camillo Corradini, a cui con riconoscenza l'amministrazione comunale ha dedicato la principale strada del centro della città ed un busto bronzeo, si prodigò per favorire la ricostruzione. Liberale-crociano, divenne nel 1905 ispettore generale del Ministero della pubblica istruzione, mentre nel periodo 1908-1915 fu direttore generale della scuola primaria. Dopodiché venne nominato Consigliere di Stato. Nel post-terremoto fu, infine, capo di Gabinetto nel Ministero degli Affari Interni. Grazie a lui notevoli fondi furono spostati sulle opere pubbliche della città che poté essere ricostruita. Tra gli altri Don Orione giunse tempestivamente dopo il sisma e aiutò gli orfani e le giovani ragazze rimaste senza famiglia. Determinanti furono anche le opere di Don Guanella e dell'allora vescovo dei Marsi, monsignor Pio Marcello Bagnoli.
Il terremoto del 1915 interessò un settore della catena appenninica fino ad allora caratterizzato da una sismicità giudicata a torto poco significativa. Come per tutti gli altri terremoti della zona, precedenti e successivi, la causa fu lo slittamento di una faglia, situata a sud-est della conca del Fucino. Avezzano, prima d'allora era una cittadina dinamica e fiorente di circa 13.000 abitanti: il prosciugamento del Fucino, avvenuto pochi decenni prima, faceva sentire positivi influssi sull'economia dell'area, nell'agricoltura e nel settore terziario.

Ruderi della chiesa di San Giovanni

La città quasi completamente distrutta perse alcuni storici edifici, come la collegiata di San Bartolomeo e quasi tutte le chiese, i palazzi del centro storico, il palazzo Torlonia, il teatro Ruggeri, mentre il castello Orsini-Colonna subì gravissimi danni.
Tuttavia la ricostruzione fu veloce. La Marsica fu una delle poche zone d'Italia a raggiungere tra il 1860 ed 1960 un incremento della popolazione pari al 150%, nonostante i 30.000 morti del terremoto, l'epidemia spagnola e le due devastanti guerre mondiali. Appena cinque anni dopo il sisma Avezzano recuperò l'indice demografico, sfiorando nel 1921 i 12.000 abitanti.
« Amico / la città che laggiù / alla tua vista si stende / non è quella dei nostri padri / di essa non restò / pietra su pietra / nel primo mattino / del 13 gennaio 1915. / Questa ha un altro volto / nel quale l'antico / si rischiara / non nel disegno / troppo diverso / ma nella forza dell'uomo / che tosto / riprese a camminare »(epigrafe commemorativa sul memoriale del monte Salviano).

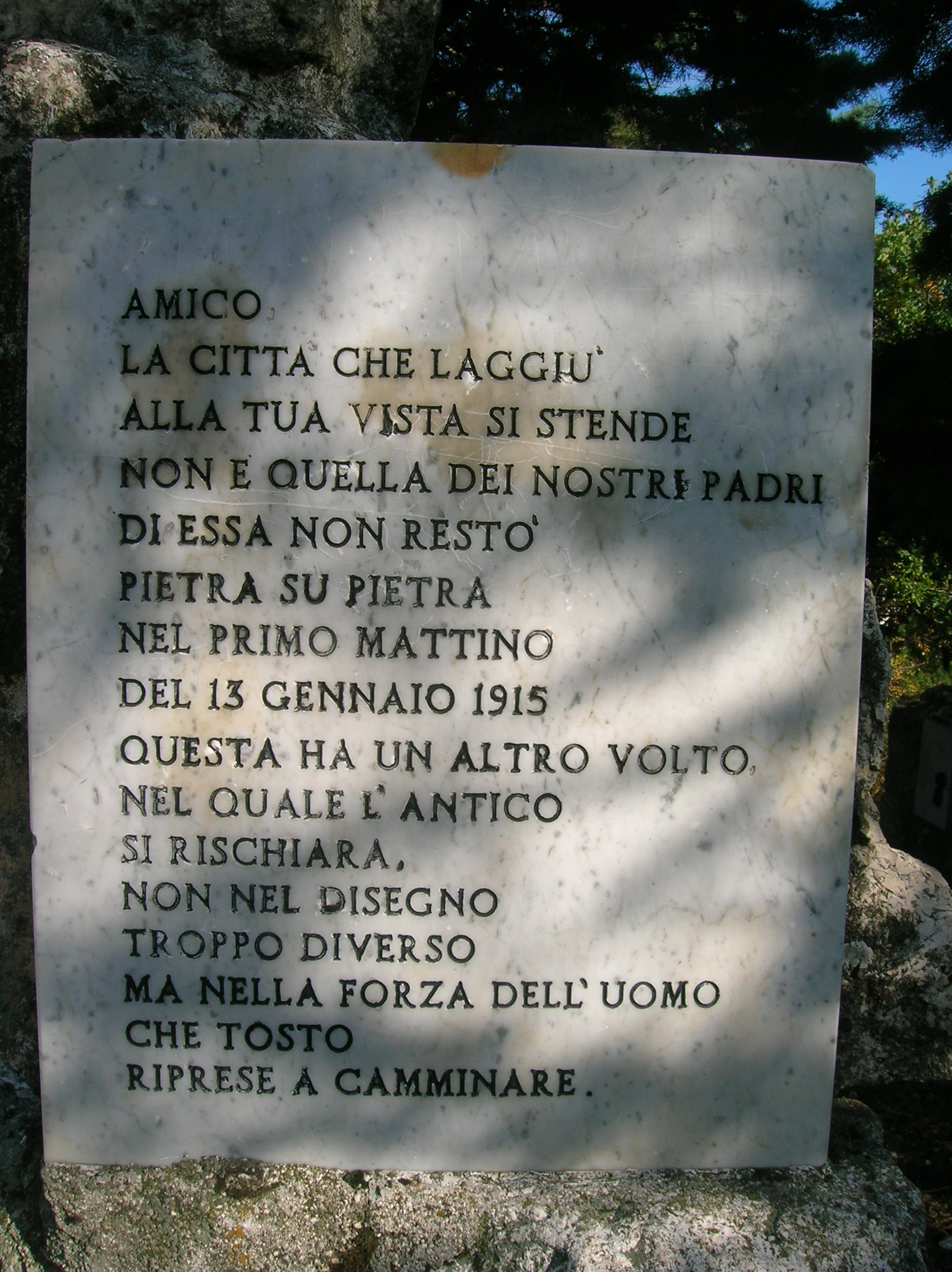
Epigrafe commemorativa sul memoriale del monte Salviano

Le apocalittiche immagini suscitate dal "Giorno della grande ira", come titolò lo storico Antonio Falcone, resteranno per sempre impresse nelle menti di giovani ed anziani. Nessuno potrà dimenticare la solidarietà dei paesi europei, inclusa l'Austria, i cui rappresentanti di governo inviarono un messaggio ufficiale di solidarietà al ministro degli affari esteri, Sidney Sonnino, l'arrivo dell'allora re d'Italia, Vittorio Emanuele III, le preghiere di Papa Benedetto XV, l'aiuto alle migliaia di orfani di San Luigi Orione e di San Luigi Guanella, l'opere di Ignazio Silone e Benedetto Croce.
La tragedia fu descritta attraverso varie opere come le cartoline d'epoca della collana di Furio Arrasich e i reportage e gli articoli dei cronisti e dei giornalisti dell'epoca giunti sul posto o il cortometraggio muto in bianco e nero, girato a manovella in Avezzano pochi giorni dopo il sisma dai cinematografi francesi dell'Istituto Gaumont, della durata di 6 minuti. Il documentario storico sul terremoto del 1915 dal titolo "La Notte di Avezzano", realizzato da Raffaello Di Domenico, è stato proiettato per la prima volta il 13 gennaio 2011 presso il ristrutturato castello Orsini-Colonna. Contiene 150 foto d'epoca pre e post-sisma, dati di sismologia storica e alcune foto dell'ammiraglio statunitense J. Lansing Callan donate all'U.S. Geological Survey. Il cortometraggio "Marsica un terremoto che ha settanta anni" venne realizzato dalla regista Anna Maria Cavasinni per la Cineteca di Bologna nel 1982.
Nel 2015, in occasione delle celebrazioni commemorative del centenario, Poste Italiane ha emesso un francobollo speciale dedicato al terremoto della Marsica e l'istituto poligrafico e zecca dello Stato ha coniato la moneta con i simboli della tragedia e la rinascita di un popolo impressi su entrambi i lati.
Infine l'istituto nazionale di geofisica e vulcanologia ha realizzato un documentario, in tre parti, dal titolo Le radici spezzate: Marsica 1915 - 2015 in cui viene raccontata attraverso immagini e testimonianze il fenomeno della delocalizzazione, ovvero della ricostruzione in altri luoghi dei borghi montani distrutti dal sisma.

### La prima guerra mondiale

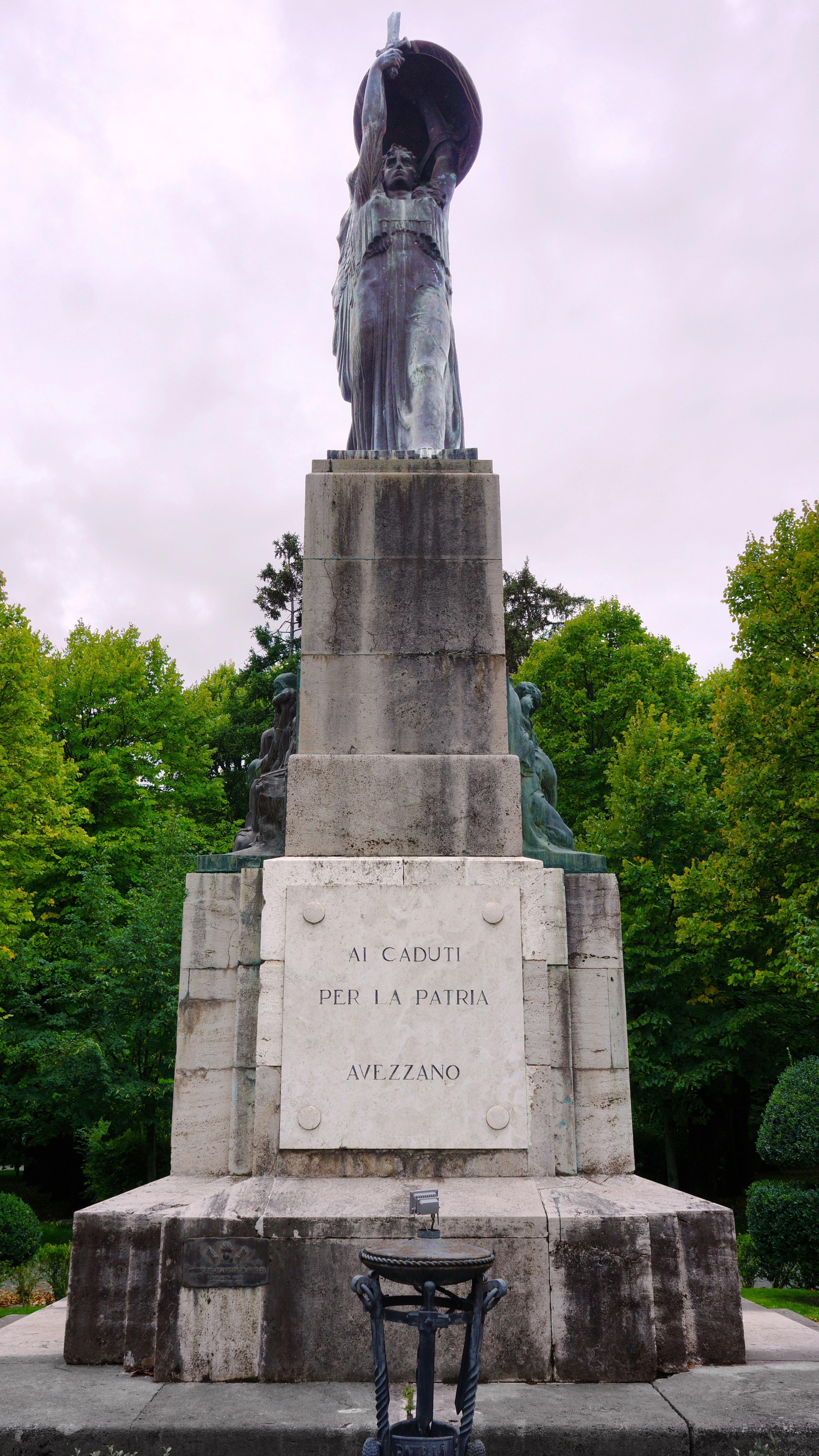
Monumento ai caduti per la patria

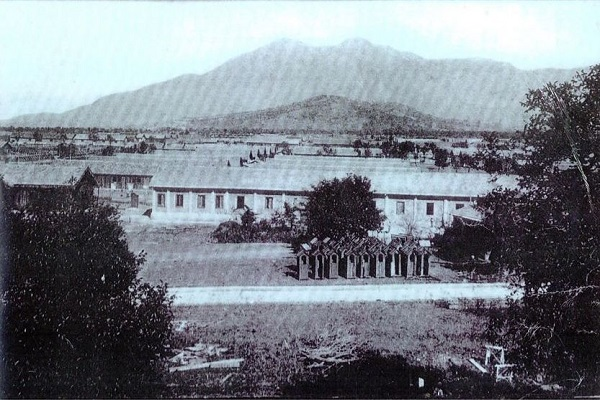
Il campo di concentramento di Avezzano

Alcuni giovani avezzanesi ebbero salva la vita dal terremoto perché all'alba del 13 gennaio si trovarono in stazione in attesa del treno che li avrebbe condotti alla visita di leva militare. I contrari all'intervento militare dell'Italia interpretarono il terremoto di Avezzano come "un avviso salutare che la Provvidenza divina dà agli sconsigliati che vogliono la guerra". Un'intera generazione di giovani che versò al terremoto un altissimo tributo venne tuttavia sottoposta ad un'ulteriore prova. Sfumata la possibilità di essere esonerati i giovani superstiti dovettero partecipare come soldati dell'esercito alla grande guerra. Molti di loro, oltre 2.000, persero la vita sul fronte, lungo l'Isonzo e sul Carso, si disse "per difendere l'onore e i ruderi", mentre una buona percentuale degli altri sopravvissuti perì a causa dell'epidemia spagnola.
La partecipazione obbligatoria o volontaria dei fanti marsicani alla prima guerra mondiale è stata esaminata in chiave fortemente critica col fine di comprenderne il vero significato. L'entrata nel conflitto dei soldati fu caldeggiata dal poeta Gabriele D'Annunzio, dai futuristi e dagli studenti. La guerra causò oltre 800.000 morti, tra cui moltissimi giovani appartenenti alle classi 1878-1899.
Nel 1916 fu attivato nella zona nord della città su una superficie di circa 33 ettari il campo di concentramento di Avezzano riservato ai prigionieri di guerra austro-ungarici e ai soldati rumeni della Legione Romena d'Italia Avezzano quasi completamente distrutta dal terremoto del 13 gennaio 1915 rinacque anche grazie alla forza lavoro dei prigionieri austro-ungarici che realizzarono diverse opere pubbliche come le tre conche con le cisterne per approvvigionamento idrico, la pineta a nord della città, il rimboschimento del monte Salviano, i servizi viari cittadini e vari edifici, tra cui il villino Cimarosa che venne edificato lateralmente alla contemporanea chiesa della Madonna del Passo. Nel quartiere di Borgo Pineta sono visibili i resti di alcuni edifici e del campo che fu il più grande del centro Italia.
Fin dalla istituzione del campo di concentramento era presente in località Chiusa Resta, nella contemporanea via Piana, il cimitero degli austro-ungarici deceduti durante la prigionia. Tra il 1969 ed il 1991 furono riesumate quasi tutte le salme, circa 800, che vennero trasferite nel sacrario militare di Asiago. Nel 2007 a seguito della continua espansione edilizia di questa zona della città, si è proceduto alla riesumazione degli ultimi resti e con una solenne cerimonia alla restituzione delle spoglie alle autorità estere.

### Il trasferimento della diocesi dei Marsi
Fondata, secondo la tradizione, da San Marco Galileo e retta in seguito da San Rufino e suo figlio Cesidio nel III secolo, la Diocesi dei Marsi ha avuto, nei secoli, diversi spostamenti della cathedra episcopi, dall'antica sede di Marruvium fino a quella definitiva di Avezzano.

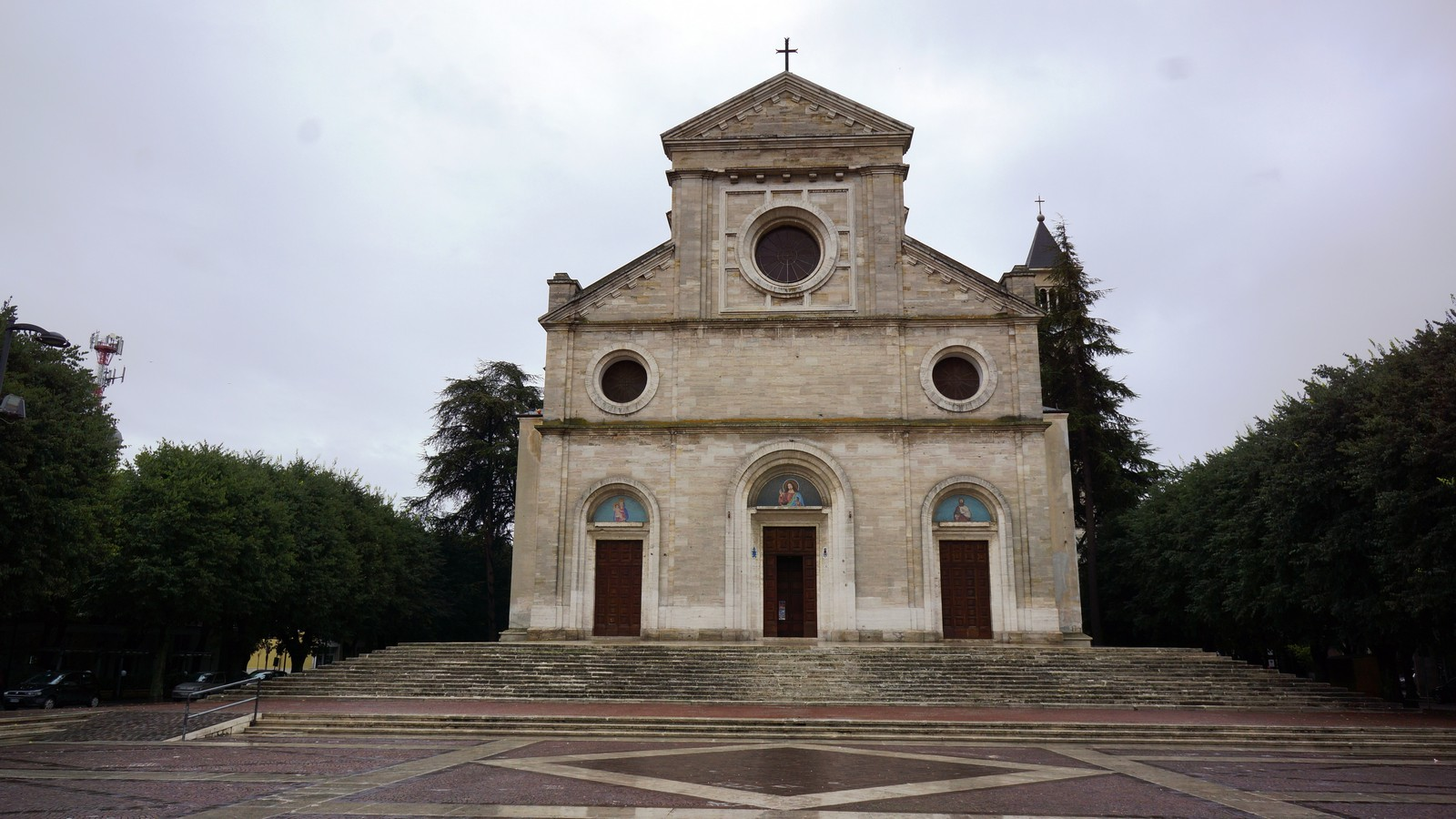
Cattedrale dei Marsi

Nel 1580, con la bolla pontificia In suprema dignitatis apostolicae specula di Papa Gregorio XIII, la cattedra venne spostata dapprima dall'antica cattedrale di Santa Sabina (sita in Marruvio, presso la contemporanea San Benedetto dei Marsi) a Pescina, nella nuova cattedrale di Santa Maria delle Grazie, ove rimase fino ai primi anni del XX secolo. L'ultimo trasferimento della sede vescovile fu quello definitivo, da Pescina ad Avezzano. Questo evento attestato definitivamente il 16 gennaio del 1924 con la bolla Quo Aptius di Papa Pio XI, suscitò non poche polemiche: i pescinesi intrapresero un fitto scambio epistolare con la curia per evitare il trasferimento. Tuttavia i prodromi per il trasferimento sembrano risalire addirittura a circa un secolo prima, nel 1816, quando Avezzano venne scelta come capoluogo di distretto: da quell'anno cominciarono i tentativi di spostare la sede della diocesi in città.
Nel 1843 gli avezzanesi riuscirono ad ottenere il consenso da Roma e da Napoli, ma non dal vescovo appena insediato, monsignor Michelangelo Sorrentino: quella del presule fu una scelta senza dubbio prudente, ma che non teneva conto della sempre più inarrestabile ascesa di Avezzano al ruolo di capoluogo politico ed economico del territorio, di cui già era il comune più popoloso. In quegli anni cominciarono, tra l'altro, i lavori per il prosciugamento del Fucino e Alessandro Torlonia aveva posto il suo quartier generale proprio in città. Un altro tentativo importante fu nel 1884 quando, dopo l'unità d'Italia, tutte le faccende amministrative della curia cominciarono ad essere svolte dagli uffici civili di Avezzano, ma anche in questo caso le richieste dei suoi fedeli non furono soddisfatte.
Nel 1911 quando Pio Marcello Bagnoli venne ordinato vescovo ci si rese conto che la "cathedra episcopi" non poteva che trovare sede nel centro principale della Marsica. Così, dopo il terremoto del 1915, il vescovo spostatosi temporaneamente nel palazzo Ducale di Tagliacozzo, fu costretto a scegliere tra il ricostruire tutti gli uffici vescovili di Pescina o il costruirne di nuovi in Avezzano. Fu scelta la seconda possibilità, ma il braccio di ferro tra Pescina e il vescovado continuò fino al 1922, quando il "Comitato per la difesa di Pescina" diffuse un opuscolo intitolato Per la sede episcopale e per il seminario di Pescina - L'antica sede della cattedrale dell'Episcopato e del seminario dei Marsi, in cui venne motivata la reazione dei pescinesi.
Il vescovo rimase tuttavia irremovibile nella sua decisione confermata dalla succitata Bolla pontificia del 1924, la quale recita:
"Quo aptius dioecesis regimini prospiciatur, attentis etiam praesentis temporis adiunctis, Nos utile ac necessarium duximus episcopalem Marsorum sedem et cathedram transferre a civitate Piscina ad civitatem Aveanum, fere in medio Marsorum territorio sitam, dum Piscina in extremis est: et insuper propter vias ferreas praefata urbs Aveanum etiam faciliorem aditum commerciumque habet cum universa dioecesi. Quare, suppleto, quatenus opus sit, quorum intersit aut sua interesse praesumant, consensu, de Apostolicae potestatis plenitudine, a civitate Piscina sedem et cathedram episcopalem Marsorum, una cum Seminario et cum cathedrali Capitulo [...] ad urbem Aveanum transferimus, cum omnibus iuribus, privilegiis, honoribus et praerogativis, quibus ceterae episcopales sedes gaudent, reservato tamen antiquae ecclesiae Beatae Mariae Virginis ad Nives Piscinae titulo et honore concathedralis. Ecclesia autem Aveani exstruenda sub titulo S. Bartholomaei Apostoli, quum primum fuerit perfecta et consecrata, Cathedra erit pro Episcopis Marsorum; ibique etiam Capitulum cathedrale servitium chorale iuxta canonicas leges obibit. [...]"
Ufficialmente intitolata ai Marsi la conferenza episcopale italiana modificò nel 1986 il nome per ragioni burocratiche in "Diocesi di Avezzano. Diocesis Marsorum".

#### Cronotassi dei vescovi dal trasferimento della diocesi
- Pio Marcello Bagnoli, O.C.D. † (14 dicembre 1910 - 17 gennaio 1945, deceduto)
- Domenico Valerii † (9 agosto 1945 - 10 novembre 1973, ritirato)
- Vittorio Ottaviani † (10 novembre 1973 - 22 aprile 1977, dimesso)
- Biagio Vittorio Terrinoni, O.F.M.Cap. † (22 aprile 1977 - 23 giugno 1990, ritirato)
- Armando Dini (23 giugno 1990 - 21 novembre 1998, nominato arcivescovo di Campobasso-Boiano)
- Lucio Angelo Renna, O.C. (9 giugno 1999 - 2 settembre 2006, nominato vescovo di San Severo)
- Pietro Santoro, dal 28 giugno 2007 a oggi

### La seconda guerra mondiale

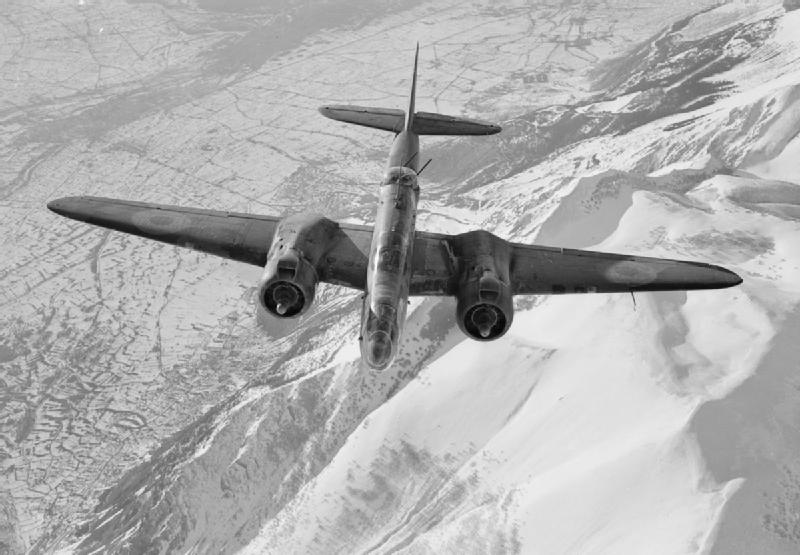
Un Martin Baltimore Mark IV of N.223 Squadron RAF che sorvola l'appennino abruzzese dopo il bombardamento al nodo stradale tra Avezzano e Popoli

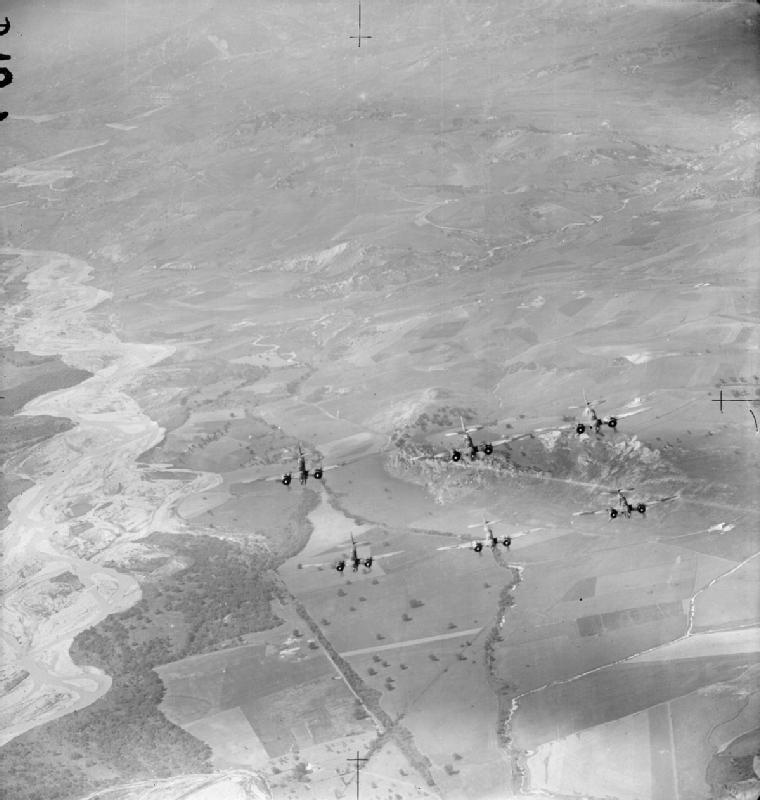
Sei Martin Baltimore della Royal Air Force
volano in formazione prima di attaccare le postazioni di artiglieria tedesche in valle del Liri

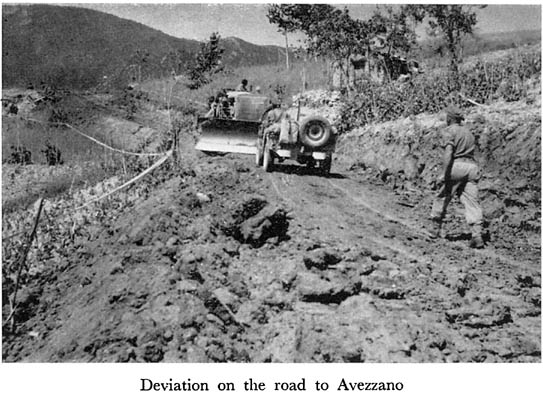
La ricostruzione stradale che consentì ai mezzi motorizzati del 26º battaglione - 2ª divisione del New Zealand Army di viaggiare verso Avezzano

A cominciare dal periodo fascista vi fu la risoluzione di problematiche ultradecennali che affliggevano il territorio della Marsica.
Fu completata la bonifica del Fucino dato che alcuni appezzamenti erano tornati ad essere acquitrinosi. Benito Mussolini visitò la città l'11 agosto 1938 proveniente da Carsoli, nella piana del Cavaliere, dove assisté alla fase finale delle manovre che sancirono il passaggio dalla divisione trinaria a quella binaria, ovvero il passaggio da tre reggimenti di fanteria e uno di artiglieria a due di fanteria e uno di artiglieria potenziata.
Al centro degli interessi del vescovo dei Marsi, mons. Marcello Pio Bagnoli ci fu la ricostruzione della cattedrale di Avezzano, distrutta dal terremoto del 1915. I lavori iniziati da tempo rimasero però sospesi per anni fin quando il vescovo ruppe gli indugi rivolgendosi direttamente al capo del Governo Mussolini.
Successivamente all'incontro avvenuto nel 1938 ad Avezzano furono reperiti i fondi, moltiplicate le maestranze e messe in azione diverse ditte appaltatrici. Fu così che il progetto, precedentemente bocciato dal Genio civile, venne ripreso con la cattedrale già in fase di costruzione che poté essere ingrandita. Nel 1942 alla presenza delle autorità la nuova cattedrale dei Marsi edificata in piazza Risorgimento venne consacrata.
Nel corso della Seconda guerra mondiale fu riattivato sul territorio del comune il campo di concentramento di Avezzano, utilizzato ora dal Regio Esercito Italiano e successivamente dalla Germania nazista per recludervi prigionieri di guerra indiani, inglesi, neozelandesi e pakistani. Allo stesso tempo Avezzano fu anche, tra il 1940 e il 1943, uno dei comuni dell'Abruzzo ad essere designato dalle autorità fasciste come luogo di internamento civile in regime di domicilio coatto per 25 profughi ebrei stranieri (in prevalenza donne). 
Durante la seconda guerra mondiale, la vicina Celano, situata a pochi chilometri di distanza, ebbe la ventura di essere dichiarata sede ospedaliera e, come tale, immune da bombardamenti e da azioni di guerra. 
Il 15 settembre 1943 la vicina Paterno risentì del fatto che nella vicina Massa d'Albe si trovava il quartier generale tedesco per l'Italia centro-meridionale sotto la guida del generale Albert Kesselring di stanza al castello Orsini di Albe. Il territorio fu soggetto a due poderosi bombardamenti aerei da parte degli alleati che causarono distruzione e la morte di 43 civili e di circa 200 soldati tedeschi.
Paterno fu soggetta ad attacchi miranti a colpire i convogli militari e i depositi di bombe. Per far saltare in aria uno di questi ultimi che si trovava nei pressi della fontana di Pietragrossa, il 10 novembre 1943, il paese subì un devastante bombardamento. Qualche tempo dopo i ripari presenti sui monti sovrastanti furono utilizzati come rifugio da diversi prigionieri alleati fuggiti dal campo di concentramento di Avezzano, e da alcuni tra i profughi ebrei internati nella cittadina, ora in fuga dalle deportazioni.
La città subì pesanti bombardamenti dai Bomber group della dodicesima e quindicesima forza aerea degli Stati Uniti nei mesi di gennaio, marzo ed aprile del 1944. La nuova cattedrale danneggiata in modo non irrimediabile dai bombardamenti aerei del 22 e 23 marzo 1944 venne restaurata nell'immediato secondo dopoguerra. Fu però il 22 maggio del 1944 che Avezzano subì il più grave bombardamento che causò diverse vittime e distruzione, in particolare nella zona della stazione ferroviaria. Appena ricostruita dalla devastazione del sisma la città fu distrutta nuovamente per oltre il 70% da diversi bombardamenti.
Il 10 giugno 1944 Avezzano fu liberata dall'oppressione nazista dall'esercito della 2ª Divisione Neozelandese.
A causa della rappresaglie naziste e dei pesanti bombardamenti aerei degli alleati al comune di Avezzano fu concessa nel 1961 la medaglia d'argento al merito civile conferita da Giovanni Gronchi con decreto del presidente della Repubblica.

### Il nuovo millennio

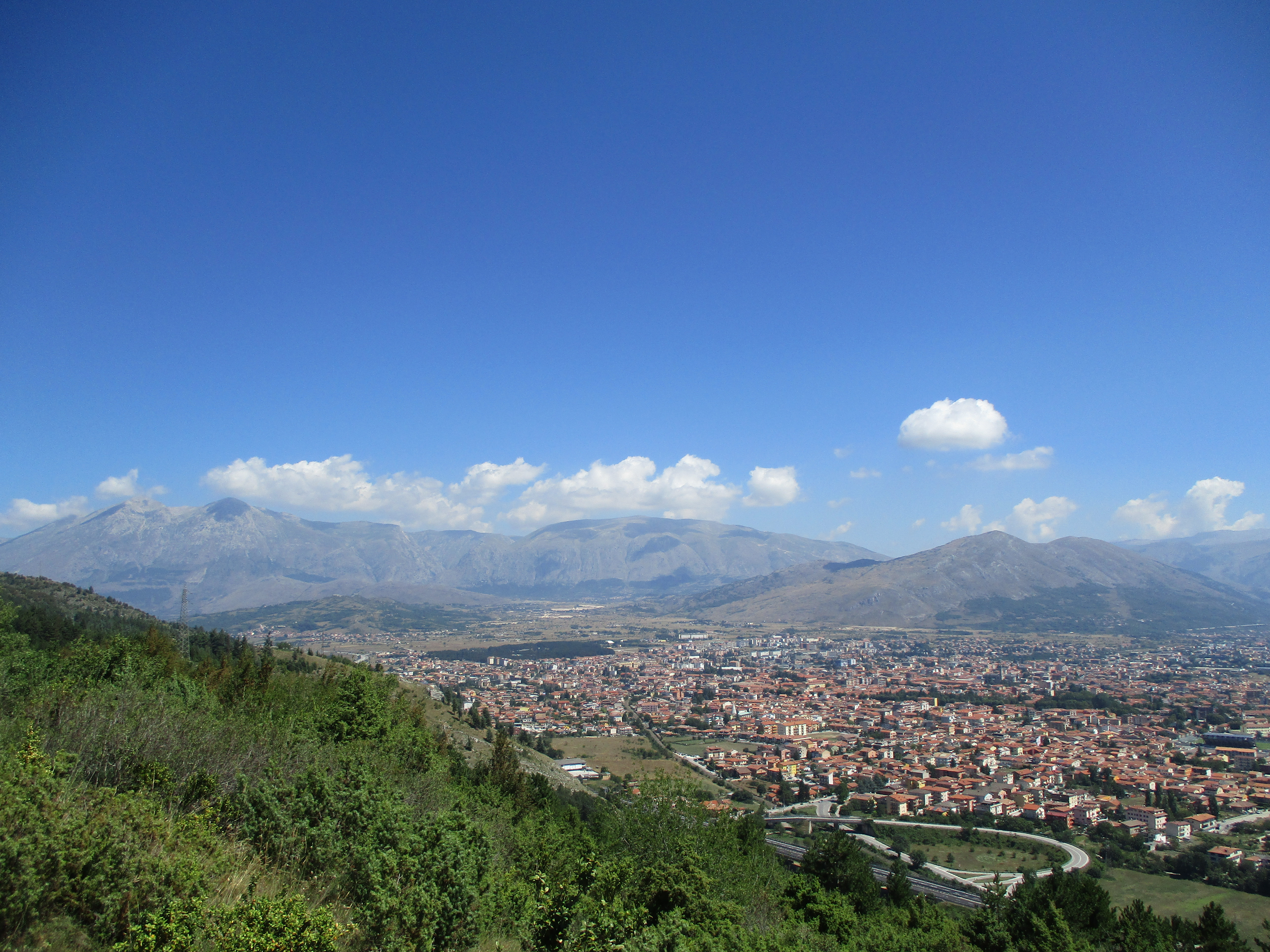
Foto panoramica dal monte Salviano

Nonostante i disastri causati dal terremoto e dai bombardamenti del 1944, Avezzano fu ricostruita raggiungendo in pochi anni un importante incremento demografico.
Nella città moderna sono state valorizzate le risorse locali, potenziata l'imprenditoria agricola, sostenuto il settore industriale, migliorato il tessuto economico e si è avuta una maggiore attenzione rispetto ai settori della cultura e del turismo.
L'investimento nelle strutture scolastiche ha prodotto importanti effetti, in città si è svolto per diversi anni il corso di laurea in scienze infermieristiche dell'università degli Studi dell'Aquila, mentre ospita la sede distaccata della facoltà di giurisprudenza dell'università degli Studi di Teramo e il polo didattico dell'Università telematica "Pegaso".

#### Simboli di Avezzano
L'attuale stemma è il decimo nella storia di Avezzano. È stato riconosciuto nel 1994 dal presidente della Repubblica, Oscar Luigi Scalfaro.
Stemma: d'azzurro, al San Bartolomeo di carnagione, in maestà, aureolato d'oro, capelluto e barbuto di nero, mirante verso l'alto, i fianchi e parte delle gambe drappeggiati di rosso, il braccio destro alzato, la mano destra impugnante il coltello del martirio, posto in banda, con la punta all'insù, d'argento, la spalla sinistra coperta dalla pelle del Santo, al naturale, pendente fino al fianco sinistro, attraversante il drappeggio, terminante con le mani e con il viso, rovesciati, il Santo sostenuto dalla pianura diminuita, d'oro. Ornamenti esteriori da città.
Gonfalone: drappo di giallo, riccamente ornato di ricami d'oro e caricato dallo stemma sopra descritto con la iscrizione centrata in oro, recante la denominazione della città, le parti in metallo ed i cordoni saranno dorati. L'asta verticale sarà ricoperta di velluto giallo con bullette dorate poste a spirale. Nella freccia sarà rappresentato lo stemma della città e sul gambo inciso il nome. Cravatta con nastri ricolorati dai colori nazionali frangiati d'oro.